# Félix Arnaudin
Pour les articles homonymes, voir Arnaudin.
Simon Arnaudin, dit Félix Arnaudin, né le 30 mai 1844 à Labouheyre (Landes) et mort le 6 décembre 1921 dans la même commune, est un dialectologue, ethnographe, poète et photographe français spécialiste de la Haute-Lande.
Félix Arnaudin est le premier à documenter l'ethnographie de la Haute-Lande en autochtone. On peut dire de lui qu'il est à la fois linguiste, folkloriste, historien, ethnologue, musicologue, dessinateur, photographe et écrivain. Il s'illustre ainsi dans l'étude des traditions populaires de ce pays des Landes de Gascogne, alors en pleine mutation économique et sociale. Son travail porte sur le recueil de proverbes, contes et chants en gascon, sur la photographie de paysages, habitats, bergers et paysans landais. Il consacre ainsi sa vie à sauver cet héritage de l'oubli.
La maison dans laquelle il est mort est devenue la Maison de la photographie des Landes, lieu d'expositions photographiques géré par la commune de Labouheyre.

## Biographie
Il naît le 30 mai 1844 à Labouheyre, dans le canton de Labrit. Il est le fils de Barthélémy Arnaudin, habitant de la commune de 27 ans et de Marie-Thérèse Bacon.
Sa formation au collège de Mont-de-Marsan constitue les fondements d'une érudition précieuse à son œuvre. Diplômé, de retour à Labouheyre, il ne trouve dans son milieu aucun emploi en relation avec son niveau et ses aspirations. Vivant du revenu de quelques métairies, Félix Arnaudin n'occupe durablement aucun emploi. À l'âge de trente ans, célibataire, il décide de se consacrer entièrement à sa passion : ethnographier la culture agro-pastorale de la Haute Lande, que la politique d'aménagement du territoire de Napoléon III tend à faire disparaître inexorablement. Passant pour un original auprès de ses concitoyens, il est surnommé Lou Pèc (le niais, en gascon). Le 30 janvier 1921, quelques mois avant sa mort, il écrit :
« Dans ma pauvre vie de rêveur sauvage, toutefois anxieux de notre passé local, je n'ai guère reçu d'encouragements ; l'indifférence et les railleries, un peu de tous côtés, en ont volontiers pris la place ».
Porté par l'amour de son pays, il adopte dans le même temps une démarche rationnelle et scientifique pour ses recherches. Il parcourt la Haute Lande de part en part, souvent à bicyclette, pour interroger les habitants à l'aide de questionnaires préétablis : une méthode qui sera utilisée quelques années plus tard pour établir l'atlas linguistique de la France. Il met la même application et rigueur dans la réalisation de fiches d'enquêtes et de répertoires photographiques.
Il s'attache principalement à collecter l'ensemble du fonds culturel de la « lande landaise » par le recueil de contes, proverbes, chants, mots de la langue gasconne, notes sur l'histoire, l'archéologie et l'écologie de ce territoire. Il réussit à publier de son vivant quelques fragments de ce travail de collecte, sous la forme de trois publications à faible tirage :
- Contes populaires recueillis dans la Grande-Lande, le Born, les Petites-Landes et le Marensin, publié en 1887[6]
- Chants populaires de la Grande-lande et des régions voisines, publié en 1912[7]
- Choses de l'ancienne Grande-Lande (première série)[8], série imprimée en 1926, cinq ans après sa mort.

Ces recueils ne sont que la modeste concrétisation d'une entreprise titanesque dont témoignent plusieurs dizaines de milliers de feuillets manuscrits et de nombreuses photographies : paysages, bâtiments et villages anciens, scènes de la vie rurale, portraits, issus de « cette terre des libres espaces, étrange et grande et fascinante entre toutes » (1926 (posth.), Choses de l'ancienne Grande-Lande, p. 94).
Il meurt le 6 décembre 1921 à l’âge de 77 ans, célibataire, à Labouheyre.

## Œuvre photographique

### Thématiques
L'œuvre de Félix Arnaudin vise à révéler la beauté des Landes de Gascogne et la dignité de ses habitants, de leur culture. Elle est marquée par le désir de réhabiliter et par l'urgence d'en conserver la mémoire la plus complète possible jusqu'aux paysages, au bâti, à biodiversité, aux gestes du quotidien.
Alors que depuis au moins un siècle, la littérature décrit les landes comme un « désert » à coloniser où l'air lui-même serait « vicié », les photographies d'Arnaudin rendent compte d'une toute autre réalité. Elles constituent les pièces à conviction de la défense dans un procès perdu d'avance, en révélant une vie humaine digne et respectable, fragile et belle en ces landes mais que condamnent la littérature et la loi.
Il photographie tout ce qui évoque les temps anciens, révolus, qu'il s'agisse des vieux chemins, des vieilles maisons, des quartiers disparus, des bâtiments en ruines - « attendre que les tuiles aient vieilli » - ou des traces de passés plus lointains comme les buttes médiévales ou les voies romaines. Félix Arnaudin ne photographie pas ce qui perdure.
Pour délimiter le territoire de ses photographies, il procède par approches concentriques mais demeure toutefois dans la partie centrale de la Grande Lande, autour de Labouheyre. Le territoire le plus vaste est d'environ soixante-dix kilomètres autour de Labouheyre ; c'est celui dont il photographie les églises des communes et paroisses. Un second territoire, d'un rayon plus modeste d'environ cinquante kilomètres autour de Labouheyre, est celui où il photographie les quartiers, où se tient l'habitat permanent, dont l'airial est le centre et le moulin la périphérie. Et enfin, un troisième territoire plus restreint, d'une quinzaine de kilomètres autour de Labouheyre, où il réalise ses séries illustrant les travaux et les jours, son secteur de prédilection.
L'œuvre photographique de Félix Arnaudin, en ce qui concerne la thématique, se divise en quatre parties : les paysages de lande et de pignada (voir Forêt des Landes), la vie pastorale et les activités agraires pour 50 %, l'habitat et l'architecture rurale pour 25 %, les portraits de personnages, de groupes pour 12,5 % et les pièces d'archives pour également 12,5 %. On est donc loin d'une vision exhaustive de l'habitat de la Grande-Lande. En effet, avec ces 500 photographies d'habitats, Félix Arnaudin n'a guère photographié plus de 5 à 10 % de l'architecture Grand-landaise.
Ce n'est pas la beauté d'un bâtiment qui guide ses choix, il semble plus attiré par les maisons modestes que par des architectures plus spectaculaires. Son propos n'est pas de réaliser une analyse de l'architecture, mais plutôt de fixer le cadre de vie des habitants de la Grande-Lande. En effet, pour restituer le cadre de vie dans son ensemble, il photographie le Patrimoine bâti en plans rapprochés, mais jamais en gros plans, avec des détails. En ce qui concerne le Patrimoine bâti, mise à part l'architecture religieuse, il ne subsiste guère plus aujourd'hui que 2 à 3 % des édifices dont Félix Arnaudin a réalisé les photographies. Il dira dans les Chants populaires de la Grande-Lande :
« (…) Maintenant la lande n'existe plus. Au désert magnifique, enchantement des aïeux, déroulant sous le désert du ciel sa nudité des premiers âges, à l'étendue plane, sans limites, où l'œil avait le perpétuel éblouissement du vide, où l'âme, élargie, enivrée, tantôt débordait de joies neuves et enfantines, tantôt s'abîmait dans d'ineffables et si chères tristesses, a succédé la forêt, -la forêt industrielle ! Avec toutes ses laideurs (…) dont l'étouffant rideau, partout étendu où régnait tant de sereine et radieuse clarté, borne implacablement la vue, hébète la pensée, en abolit tout essor ».

#### Paysages

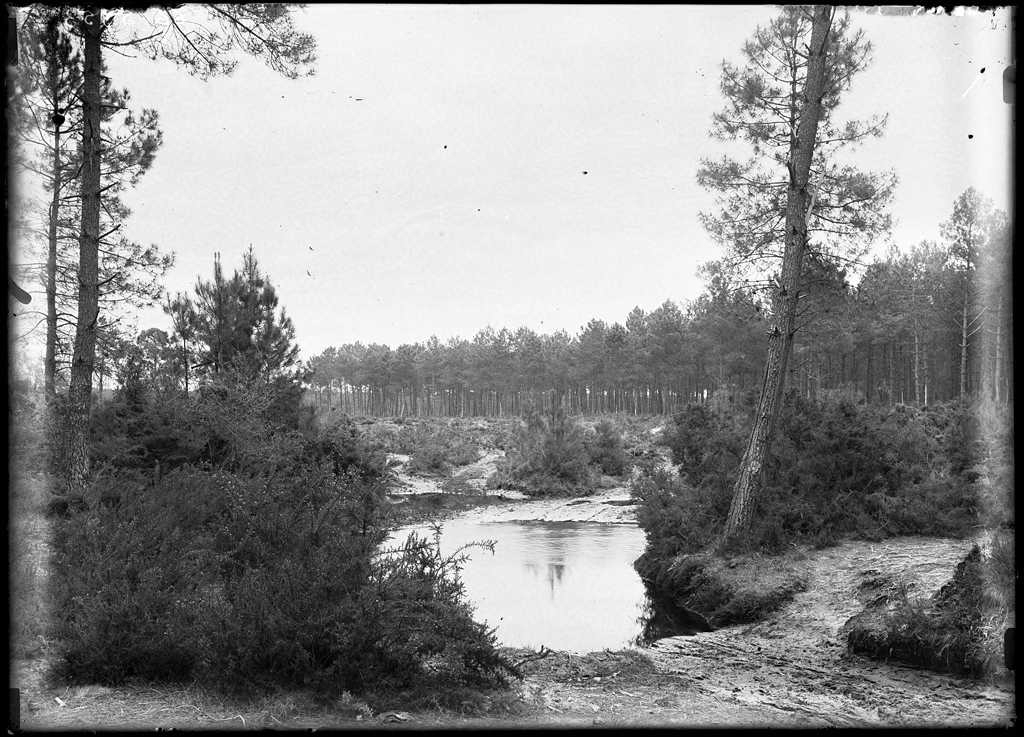
La lande et la forêt.
F. Arnaudin, 4 avril 1902, sur plaque de verre

Le paysage landais forme le cœur de l'œuvre iconographique de Félix Arnaudin. Profondément attaché à cette terre et à sa culture traditionnelle qu'il voit disparaître, ce dernier décide de l'inventorier grâce à la photographie.
Situés dans le sud-ouest de la Nouvelle-Aquitaine, et baignés par l'océan Atlantique, les départements des Landes et de la Gironde bénéficient d'un immense patrimoine naturel. Grâce à son climat tempéré et humide, ce pays possède la plus grande forêt artificielle d'Europe.
À la naissance de Félix Arnaudin, les landes étaient une immense province marécageuse. La Lande est souvent décrite par les voyageurs comme un désert peuplé de sauvages, antichambre de l'Afrique. En 1857, la Loi relative à l'assainissement et de mise en culture des Landes de Gascogne pousse Félix Arnaudin à réaliser des photographies pour représenter le pays avant qu'il ne soit définitivement transformé par l'industrie sylvicole. Le paysage landais change brutalement, le pin maritime menace les terrains communaux laissés au parcours du bétail.
Pour lutter contre cet inévitable bouleversement et conserver le souvenir des sites de son enfance, Félix Arnaudin se met en quête des paysages typiquement landais. Il s'intéresse aussi bien aux marais, aux lagunes, aux étangs et lacs, qu'aux prairies, aux champs, à la forêt de pins, aux vieux chênes, aux œufs de courlis. Certaines particularités retiennent son attention : sentiers, vestiges de mottes féodales, ponts, etc.
Lagunes
La lagune est un élément constitutif du paysage landais. Elle est à la fois, une frontière et un lien dans l'articulation du paysage. Quel que soit le paysage, la lagune y met fin, mais l'étend aussi, de son reflet dans l'eau. Une photographie de paysage ne peut être qu'unique. En effet, si l'on photographie un paysage plusieurs fois, mais à des périodes différentes, le lieu peut devenir méconnaissable. Le temps, les couleurs, les saisons, l'ambiance changent et modifient l'atmosphère et la perception du paysage.
Champs

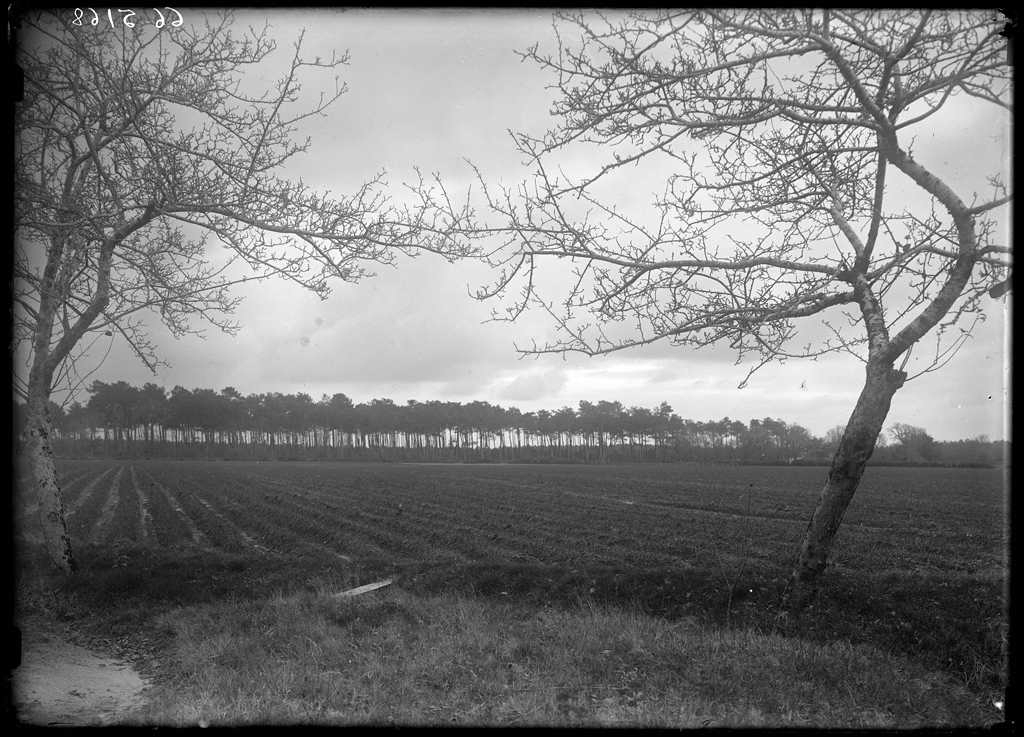
Champ et pins de Grué à Lüe.
F. Arnaudin, 30 décembre 1910

Les Landais vivent de l'agriculture, ce qui explique cette profusion de champs. Mais la terre est pauvre, ils doivent la nourrir de fumier pour la rendre fertile. On retrouve les champs dans les photographies de Félix Arnaudin, qui les immortalise, au naturel, mais aussi offerts au labeur des paysans et des animaux de trait. En les photographiant ainsi, Arnaudin rend compte d'un espace infini, presque entièrement constitué du ciel et de la terre, séparés par une ligne d'horizon où se découpent de rares habitations, bosquets de résineux ou échassiers landais.
Mottes

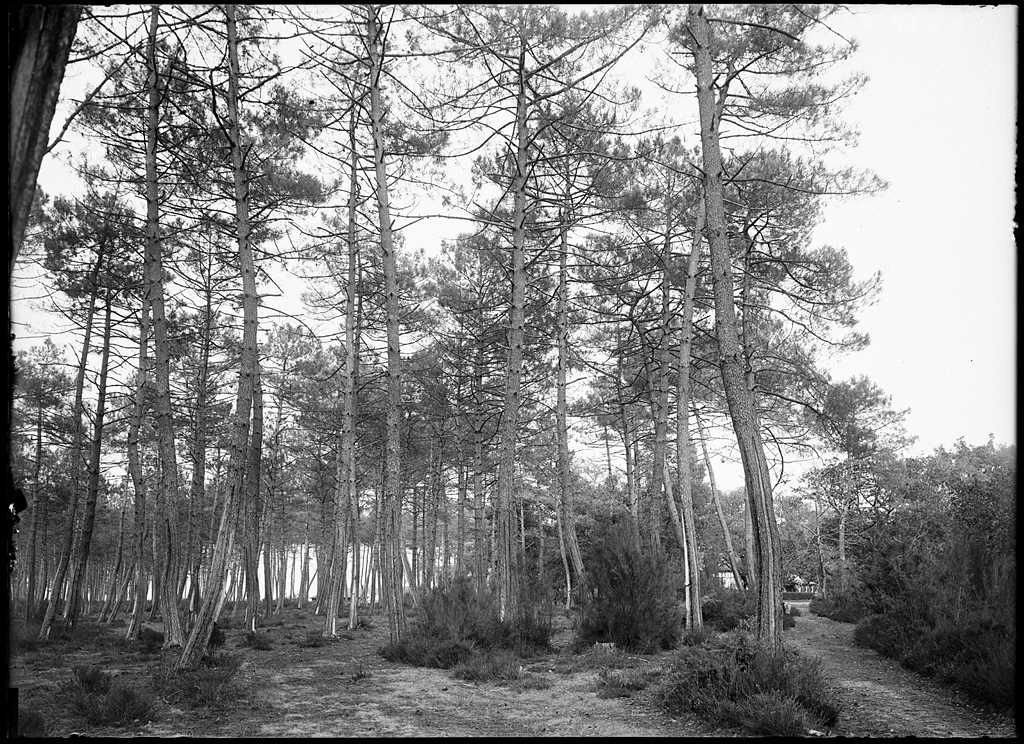
Pinède landaise.
F. Arnaudin, 3 octobre 1898

Les mottes landaises ont été réalisées par la main de l'homme : fortifications, églises ou moulins. Mais, bien qu'artificielles, elles appartiennent à une époque préindustrielle et sont aujourd'hui intégrées au paysage landais. Ces mottes sont les vestiges d'un passé, de l'Histoire. De ces anciennes constructions, aujourd'hui, ne reste plus que de la terre, couverte par la végétation. Considérées comme gênantes pour l'aménagement du territoire, le remembrement des terres, le développement agricole ou industriel des Landes, certaines mottes sont arasées et détruites. Félix Arnaudin photographie non seulement le paysage, mais aussi le passé de la Grande-Lande.
Pinèdes antérieures au bouleversement de la Loi de 1857
Félix Arnaudin photographie surtout les pins dont il parle avec nostalgie, qu'il s'agisse des vieux grands pins de la Garane et du lieugué, de bouquets de pins esseulés, ou des pins géants du biredis :
« O mes vieux pins tant aimés de la lagune de Ligautenx, rois aériens de la vastité rase, si grands de votre sauvage isolement dans l'étendue déserte » (1926 (posth.), Choses de l'ancienne Grande-Lande, p. 52, note).
Il capture, soit la forêt de pins pour elle-même, soit la mélange avec d'autres paysages tels que les champs, les étangs, les lagunes. Ce sont des clichés plus complexes, de par les lignes de lecture qu'ils offrent. En effet, en plus de la ligne d'horizon, les lignes de troncs et les lignes de feuillages viennent rythmer la photographie. La composition s'inverse, elle passe d'horizontale avec la seule présence des champs, à une composition verticale avec les forêts de pins.
Félix Arnaudin immortalise toutes les facettes des landes avec ses clichés, et plus particulièrement le paysage. Il transmet sa vision de son pays d'origine, provenant de sa mémoire d'enfance.

#### Airial et patrimoine domestique
L'œuvre d'Arnaudin embrasse aussi le champ de l'architecture vernaculaire. Près de 500 photographies traitent ainsi plus ou moins exclusivement cette thématique. L'emprise de ce travail balaie un rayon de 25 km autour de Labouheyre. Bien qu'inégal et éclectique, ce corpus met en lumière une importante partie du patrimoine bâti de la Grande-Lande et du Born.

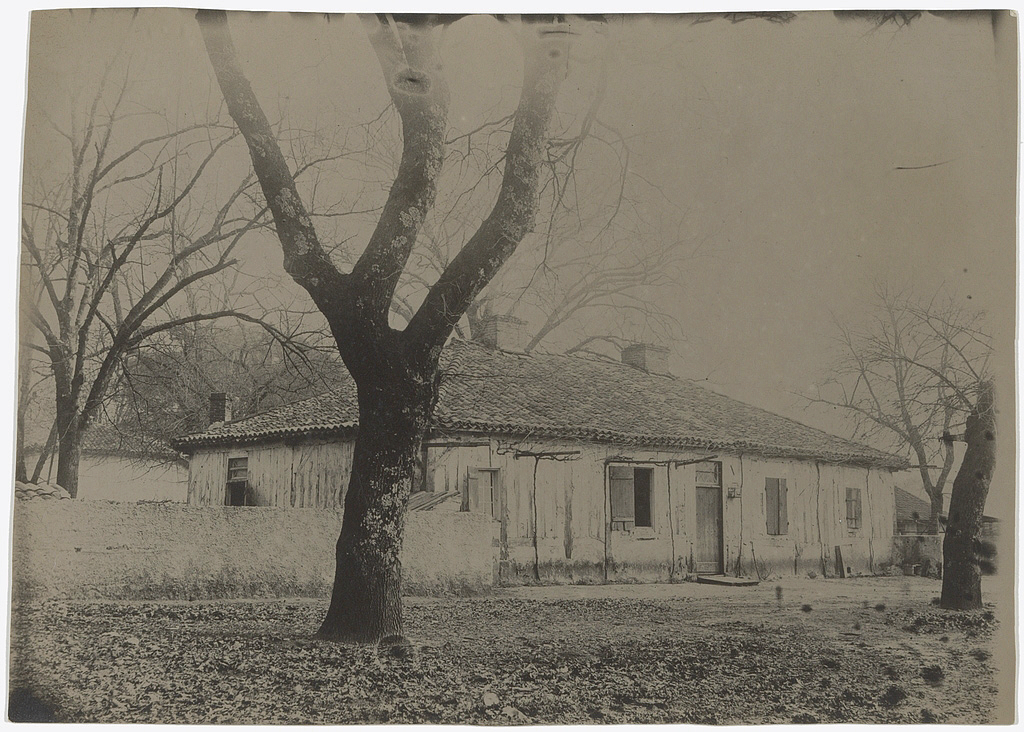
Ancienne maison Arnaudin.
F. Arnaudin

Néanmoins, ces clichés occupent une place à part dans l'œuvre du photographe. Il s'agit en effet pour ce dernier de parvenir à réaliser une somme documentaire capable d'explorer toutes les structures architecturales de l'airial. Elle bannit l'idéalisation au profit du témoignage, sans toutefois rompre avec les cadrages patiemment étudiés qui magnifient l'immensité du paysage.
Sans succomber à l'exhaustivité, Arnaudin s'attache à photographier en premier lieu les demeures qui lui sont familières. Son approche induit un choix. Il dresse un inventaire fragmenté et subjectif du patrimoine bâti qui l'entoure. Excepté le recensement quasiment abouti des métairies de Labouheyre, de Lüe, Trensacq ou encore de Commensacq, ce travail ne prétend pas embrasser toutes les typologies architecturales landaises.
« On trouve de tout », déclare François Moniot, ancien conservateur du musée d'Aquitaine : « Des maisons à double cheminées développées en longueur selon l'axe du faîtage, couvertes par deux versants. (...) Mais le type le plus fréquemment représenté chez Arnaudin est celui de la maison à façade sur mur pignon avec toiture à trois versants, avec ou sans auvent, abritant en général deux foyers. C'est le type de maison dont la répartition dans l'espace est la plus constante ».
Ces clichés figurent une vérité, celle d'un cadre de vie paisible, simple et dépourvu du confort moderne. Le dénuement des maisons échappe à la mise en scène, ainsi qu'on peut l'observer sur plusieurs vues.
D'une façon générale, Arnaudin étudie spécifiquement chaque bâtiment de l'airial. S'il porte tout naturellement une attention particulière à l'habitat, il n'exclut cependant pas de sa recherche les autres infrastructures destinées aux activités agro-pastorales : fermes, étables, granges diverses.

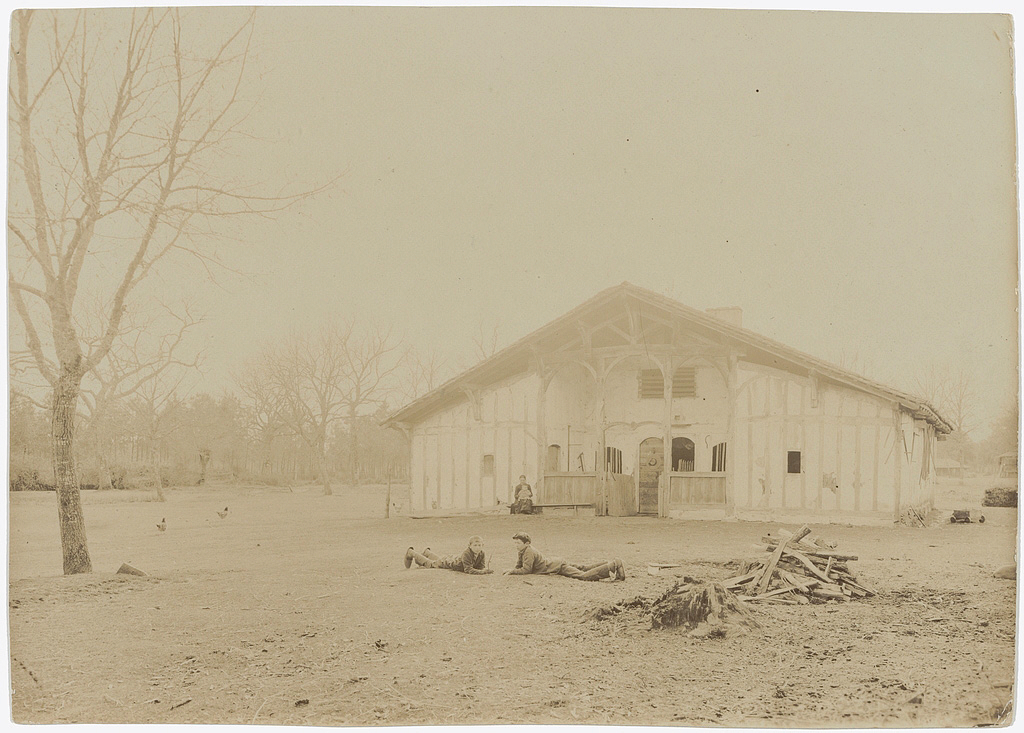
Maison de Tartas - Le Mineur (Sabres).
Arnaudin, vers 1907

L'œuvre du photographe traite aussi bien les emblématiques maisons de maître que celles des métayers. Les échantillons collectés permettent avant tout d'établir une comparaison entre ces formes d'habitat.
Avec un certain bonheur, Félix se plait à décrire la matérialité des masures. Cette préoccupation s'observe sur de nombreux clichés figurant notamment des pans de mur délabrés ou, plus couramment, des façades aux badigeons de chaux délavés :
« Le colombage avec remplissage de torchis apparaît très prépondérant. Mais on observe aussi de nombreux bâtiments appareillés en moellons de garluche, particulièrement sur la commune de Commensacq où ce matériau abonde. [...] Les toits d'habitation des maisons sont toujours recouverts en tuiles canal impliquant une faible pente : ils comportent deux, trois ou quatre versants de surface inégale parfois ».
Ce souci du détail, le photographe le cultive avec soin. En ce sens, son travail peut être rapproché du courant littéraire et pictural du Réalisme. L'habitat est décrit avec un soin méticuleux. Ce portrait authentique évacue toute idée d'abondance, pour laisser une grande place à l'austérité. Le dénuement de ces fragiles maisons dépourvues de confort n'est pas qu'un motif, c'est un instantané qui fige le quotidien de la société rurale landaise. Arnaudin donne ici au contemporain plusieurs clefs de lecture, permettant d'interpréter l'univers des habitants du pays.
Il est difficile d'expliciter les motivations exactes qui ont poussé Arnaudin à dresser cet inventaire. Bien que son étude de l'architecture vernaculaire tende vers l'objectivité, elle ne parvient cependant pas totalement à s'affranchir de la dimension pittoresque. Cette quête serait-elle animée par une appréhension ? Celle, probablement d'assister avec impuissance et lucidité, à la disparition de ces demeures. L'artiste n'a laissé dans ses carnets aucune piste permettant de connaître ses critères de sélection.

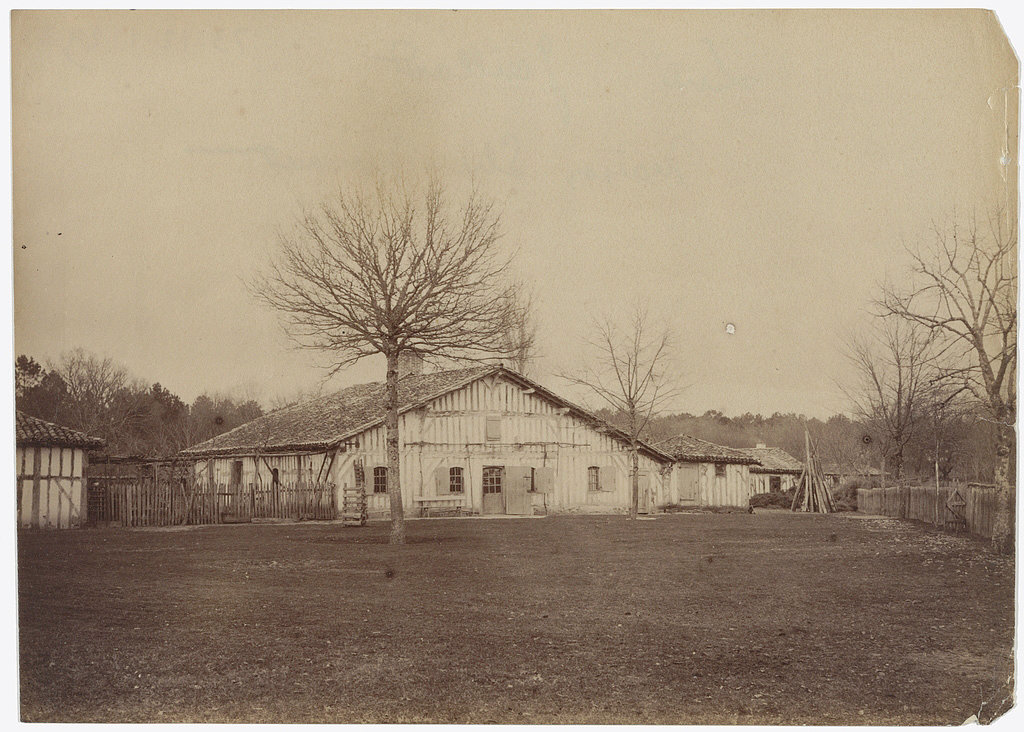
Maison landaise.
F. Arnaudin 1907

Le corpus fut alimenté de manière irrégulière, ce qui tend à prouver qu'Arnaudin n'accordait au patrimoine bâti qu'un intérêt secondaire. Il semble qu'il ait renoncé à entreprendre une nouvelle étude qui aurait été trop ambitieuse.
La sélection qu'il lègue à la postérité constitue désormais une base documentaire de premier ordre pour la connaissance des historiens. En effet, outre le fait que ce témoignage donne de précieuses informations sur l'aspect original des maisons, il met aussi en évidence la disparition de nombreuses métairies. Le support iconographique permet de considérer sous un angle différent l'étude du patrimoine rural landais.

#### Édifices religieux et petit patrimoine
Églises et chapelles
Les églises paroissiales (voir Liste des églises des Landes) occupent le centre des bourgs et d'autres édifices plus modestes, tels que les chapelles, sont isolés en périphérie des quartiers et peuvent être des lieux de pèlerinage.

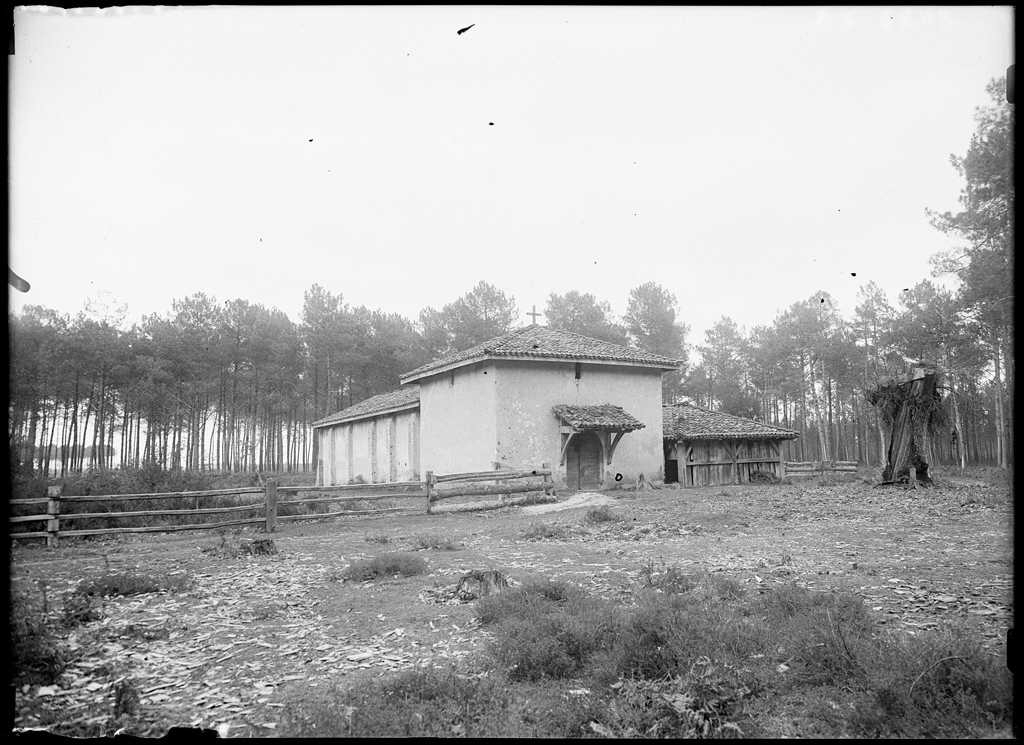
Chapelle Saint-Pierre de Mézos.
F. Arnaudin, 1906

Il y a deux types d'architecture pour ces édifices : soit des églises ou chapelles avec un clocher-mur ajouré possédant une galerie en bois protégeant les cloches, soit les églises ou chapelles avec un clocher-tour massif de plan carré (ex : église de Bias).

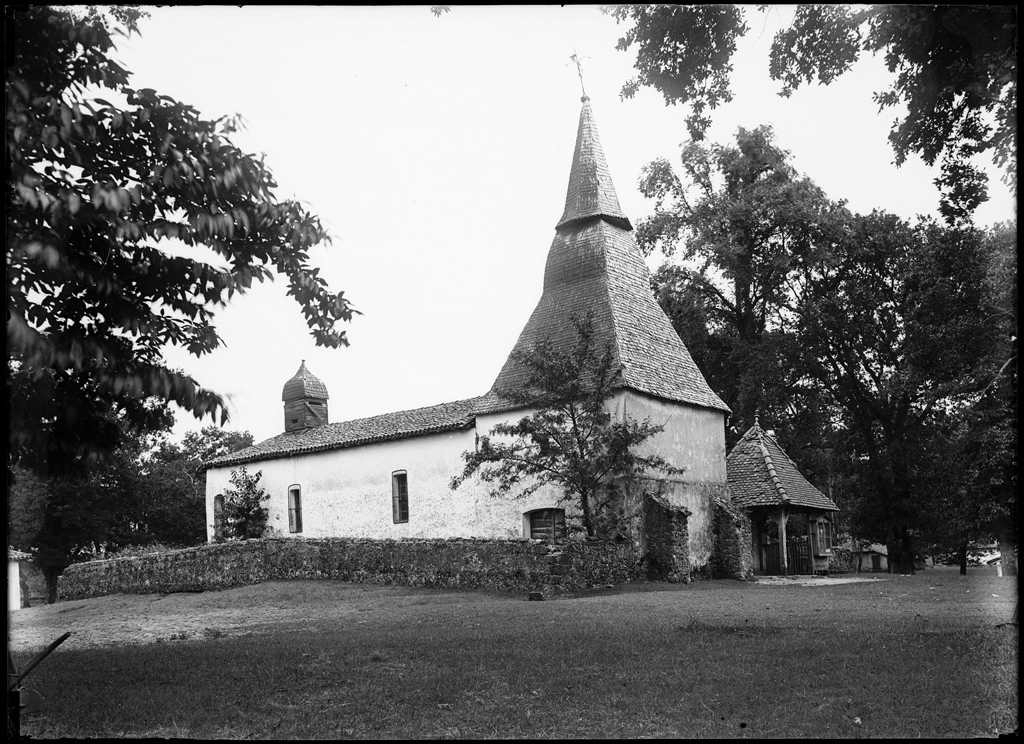
Église de Bias.
F. Arnaudin, 1897

Ci-dessous, la liste des églises et chapelles photographiées par Félix Arnaudin, extrait du cahier sélection Dupin :
| Localisation                   | Nom de l'édifice        | Nombre de clichés (Félix Arnaudin) | Lien vers l'édifice (si possible) |
| ------------------------------ | ----------------------- | ---------------------------------- | --------------------------------- |
| Argelouse                      | Église                  | 2                                  | Argelouse                         |
| Arjuzanx                       | Église                  | 2                                  | Arjuzanx                          |
| Aureilhan                      | Église                  | 2                                  | Aureilhan (Landes)                |
| Belhade                        | Église                  | 5                                  | Belhade                           |
| Bias                           | Église                  | 3                                  | Bias                              |
| Biscarrosse                    | Église                  | 1                                  | Biscarrosse                       |
| Bouricos (commune de Pontenx)  | Chapelle                | 2                                  | Bouricos                          |
| Gastes                         | Église                  | 3                                  | Gastes                            |
| Hostens                        | Église                  | 3                                  |                                   |
| Labrit                         | Église                  | 9                                  | Labrit                            |
| Labouheyre                     | Église                  | 2                                  | Labouheyre                        |
| Labouheyre                     | Cimetière               | 7                                  | Labouheyre                        |
| Labouheyre                     | Église (intérieur)      | 1                                  | Labouheyre                        |
| Le Muret (commune de Saugnacq) | Chapelle Sainte Eutrope | 11                                 |                                   |
| Lugos                          | Église                  | 5                                  |                                   |
| Lugos                          | Église                  | 1                                  |                                   |
| Luë                            | Église                  | 16                                 | Lüe                               |
| Luglon                         | Église                  | 10                                 | Luglon                            |
| Mézos                          | Église                  | 7                                  | Mézos                             |
| Mimizan                        | Église                  | 21                                 | Mimizan                           |
| Mons (commune de Belin)        | Église                  | 2                                  |                                   |
| Moustey                        | Église                  | 1                                  | Moustey                           |
| Moustey                        | Église                  | 5                                  | Moustey                           |
| Pissos                         | Église                  | 8                                  | Pissos                            |
| Richet (commune de Pissos)     | Église                  | 9                                  | Richet (Landes)                   |
| Sabres                         | Église                  | 9                                  |                                   |
| Saint-Julien-en-Born           | Église                  | 11                                 | Saint-Julien-en-Born              |
| Saugnacq                       | Église                  | 3                                  |                                   |
| Sore                           | Église                  | 8                                  | Sore (Landes)                     |
| Sore                           | Chapelle                | 2                                  | Sore (Landes)                     |
| Suzan (commune d'Ousse)        | Église                  | 5                                  |                                   |
| Trensacq                       | Église                  | 6                                  | Trensacq                          |
| Ygos                           | Église                  | 3                                  |                                   |

Sources et fontaines
Les Landais ont toujours favorisé les fontaines (voir Fontaines des Landes), mais rarement pour l'usage domestique. On prête des vertus curatives, voire miraculeuses, à l'eau des fontaines. Les eaux sont censées soulager toutes sortes de maladies et douleurs, notamment celles concernant la peau et les articulations. C'est cette croyance qui fonde le thermalisme aujourd'hui.

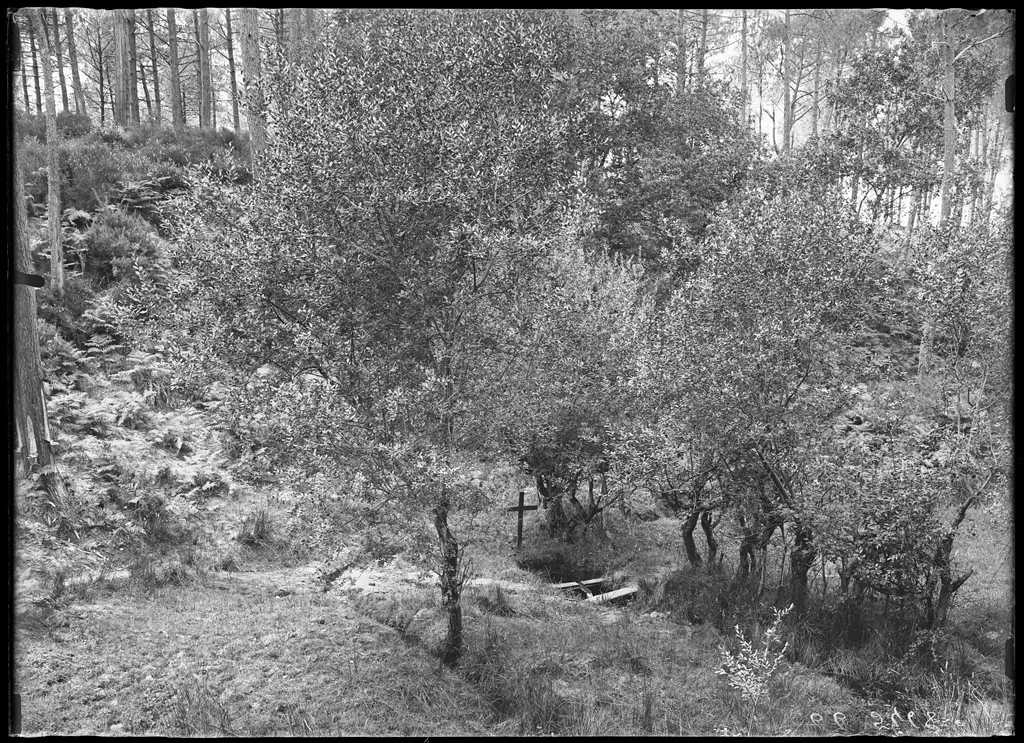
Fontaine Saint Michel.
F. Arnaudin, 1903

Les sources et les fontaines sont très fréquentées au XIXe siècle et chaque commune en possède. Le plus souvent elles se situent en des lieux isolés, au creux d'un vallon (Ychoux, Escource, Sabres (Landes) parmi les photographies de Félix Arnaudin) ou à proximité d'une chapelle (Bouricos), ou plus rarement en lisière d'un bourg (Commensacq).
Elles sont surtout fréquentées à l'occasion de la fête du Saint Patron auquel elles sont consacrées et dont elles portent le nom : Sainte Quitterie (22 mai), Saint Michel (archange) (29 septembre), Saint Roch (16 août). Une modeste croix en bois ou des ex-voto en signalent la présence.
Ci-après, la liste des fontaines et lavoirs photographiés par Félix Arnaudin, extrait du cahier sélection Dupin :
| Localisation | Nom de l'édifice                    | Nombre de clichés (Félix Arnaudin) | Lien vers l'édifice (si possible) |
| ------------ | ----------------------------------- | ---------------------------------- | --------------------------------- |
| Commensacq   | Lavoir                              | 3                                  | Commensacq                        |
| Luë          | Lavoir et Chêne                     | 2                                  | Lüe                               |
| Commensacq   | Fontaine Sainte Quitterie           | 2                                  | Commensacq                        |
| Commensacq   | Fontaine des Tuc de Castera         | 4                                  | Commensacq                        |
| Escource     | Fontaine de Saint-Michel            | 4                                  | Escource                          |
| Escource     | Fontaine de Saint-Antoine           | 4                                  | Escource                          |
| Luë          | Fontaine Saint-Pierre               | 3                                  | Lüe                               |
| Luë          | Croix de Saint-Michel               | 1                                  | Lüe                               |
| Luë          | Croix Saint-Michel                  | 1                                  | Lüe                               |
| Pontenx      | Sintrosse                           | 2                                  |                                   |
| Richet       | Fontaine Saint-Jean et Saint-Michel | 3                                  | Richet (Landes)                   |
| Sabres       | Fontaine Saint-Loup                 | 2                                  | Sabres (Landes)                   |
| Ychoux       | Fontaine Sainte-Rose                | 1                                  | Ychoux                            |
| Ychoux       | Fontaine Harioou                    | 1                                  | Ychoux                            |

Bornes de sauveté
Les bornes de sauveté délimitent à l'époque médiévale un territoire censé être sous la protection d'un établissement monastique. En plus de celles-ci, Félix Arnaudin a également photographié des Pierres-bornes, indiquant une limite de parcelle. Il nous reste aujourd'hui les bornes de sauveté de Lüe, de Saint Girons et les bornes de sauveté de Mimizan.

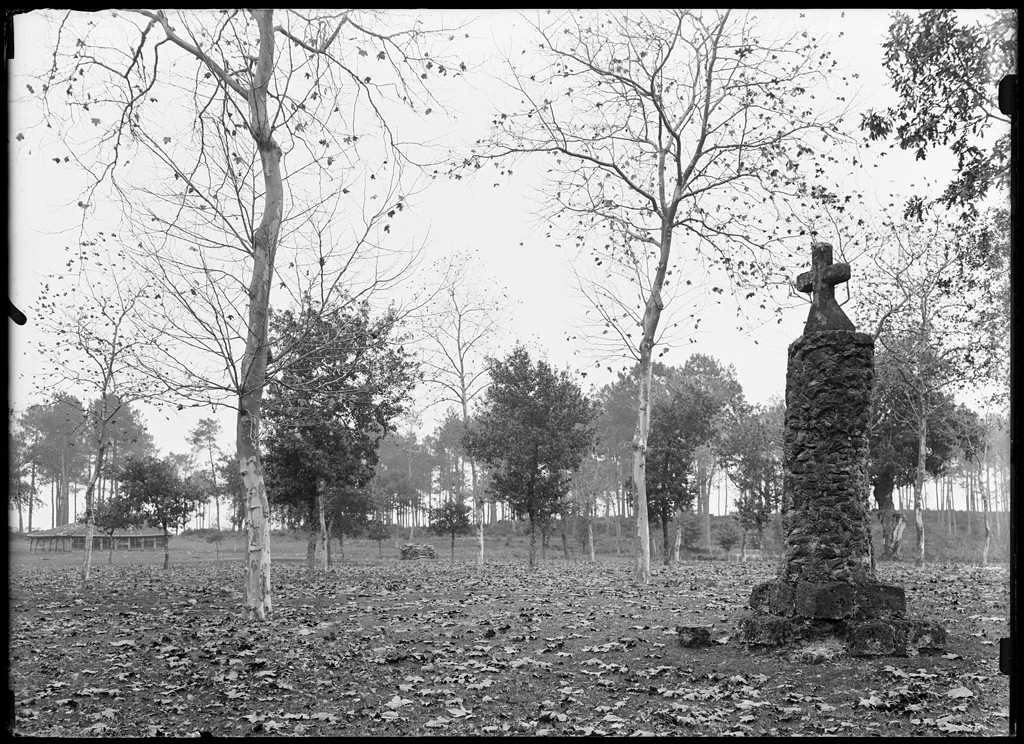
Pyramide près de Ipourt,
commune de Lüe.
Arnaudin, 1913

Les bornes de sauveté de Luë sont quatre bornes circulaires surmontées chacune d'une croix de pierre, disposées à une centaine de mètres du sanctuaire. Elles délimitaient au XIVe siècle les limites de l'asile où pouvaient se réfugier les hommes.
Moulins
La lande possédait ces moulins : moulins à eau, moulins à vent, moulins à grains, moulins à puddler le fer. Mais la quasi-totalité des moulins des Landes photographiés par Félix Arnaudin (à une exception près, le moulin à vent de Biscarrosse, aménagé en résidence secondaire) ont disparu, à cause du milieu fragile dans lequel ils se trouvent ; et à cause du boisement systématique des Landes en pin maritime, ce qui a eu pour effet d'arrêter le vent. Félix Arnaudin a photographié 14 moulins à eau. Cela ne représente qu'une petite partie des très nombreux moulins qui existaient dans la Grande-Lande au XIXe siècle.

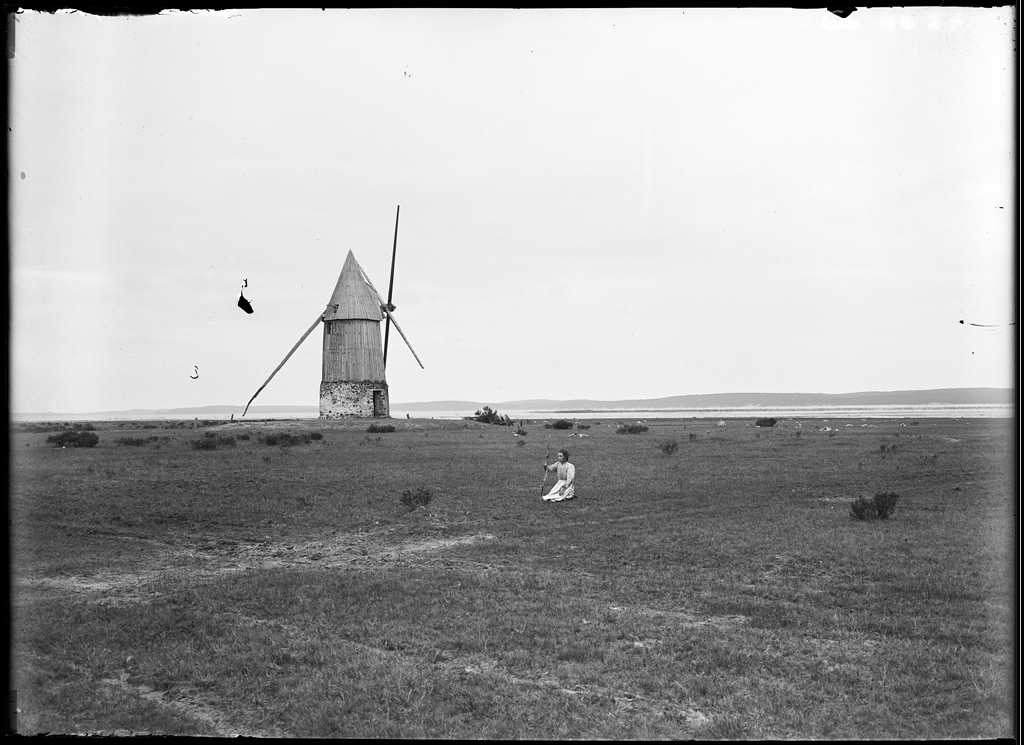
Moulin à vent avec Jeanne Labat d'En-Meyri, commune de Biscarrosse.
F. Arnaudin, 1896

Ces moulins possèdent des particularités qui fondent l'identité des Landes. Ils sont en grande majorité construits essentiellement en bois (colombage avec remplissage de torchis ou de tuilots), reposant sur 4 à 7 piliers en chêne, selon leur volume. Certains moulins sont entièrement construits en murs de planches (moulin de Darmuzey à Parentis-en-Born, moulin de Labrit à Pontenx-les-Forges). Plus rarement, on trouve des moulins comportant une ou deux arches en partie basse pour permettre le passage de l'eau (moulin de Cantegrit à Commensacq, moulin de Barrouilh à Saugnacq). Généralement, le moulin est édifié sur un plan carré avec une toiture en pavillon à 4 versants égaux (moulins de Moulioc à Sabres (Landes), moulin de Notre-Dame à Mimizan, moulin de Callède à Trensacq, moulin de Barbut à Sabres). Certains moulins sont sur plan rectangulaire avec une toiture à 3 versants (moulin-neuf à Sabres, moulin de Darmuzey à Parentis-en-Born). On trouve également un modèle plus simple avec une toiture à 2 versants (moulin Dupouy à Lüe, moulin de Rotgé à Sabres (Landes)). Tous ces moulins possèdent une couverture à faible pente, en tuile canal. Sur la zone littorale, les moulins à vent exposés aux vent d'Ouest sont des édifices circulaires appartenant au type le plus simple du moulin tour bâti en moellons, parfois surmonté d'un bardage (parement) de bois.
Ci-après, la liste des moulins photographiés par Félix Arnaudin, extrait du cahier sélection Dupin :
| Localisation     | Nom du Moulin                      | Nombre de clichés (Félix Arnaudin) | Lien vers l'édifice (si possible) |
| ---------------- | ---------------------------------- | ---------------------------------- | --------------------------------- |
| Biscarrosse      | Moulin à vent                      | 1                                  | Biscarrosse                       |
| Biscarrosse      | Étang de Cazaux (moulin de Chérit) | 4                                  | Étang de Cazaux et de Sanguinet   |
| Commensacq       | Mougnoc                            | 3                                  | Commensacq                        |
| Commensacq       | Cantegrit                          | 4                                  | Commensacq                        |
| Labouheyre       | Clerc                              | 3                                  | Labouheyre                        |
| Luë              | Dupouy                             | 11                                 | Lüe                               |
| Luë              | Peron                              | 2                                  | Lüe                               |
| Luë              | La Pandelle                        | 1                                  | Lüe                               |
| Luë              | La Moulasse                        | 10                                 | Lüe                               |
| Mimizan          | Coulemine                          | 2                                  | Mimizan                           |
| Parentis-en-Born | Moulin à vent                      | 2                                  | Parentis-en-Born                  |
| Parentis-en-Born | Moulin de Truque                   | 2                                  | Parentis-en-Born                  |
| Sabres           | Barbut                             | 4                                  | Sabres (Landes)                   |
| Sabres           | Moulin-Neuf                        | 4                                  | Sabres (Landes)                   |
| Sabres           | Tauziet                            | 5                                  | Sabres (Landes)                   |
| Sabres           | Rotgé                              | 2                                  | Sabres (Landes)                   |
| Sabres           | Moulioc                            | 1                                  | Sabres (Landes)                   |
| Saugnacq         | Barrouilh                          | 1                                  |                                   |
| Trensacq         | Callède                            | 11                                 | Trensacq                          |

#### Scènes de vie

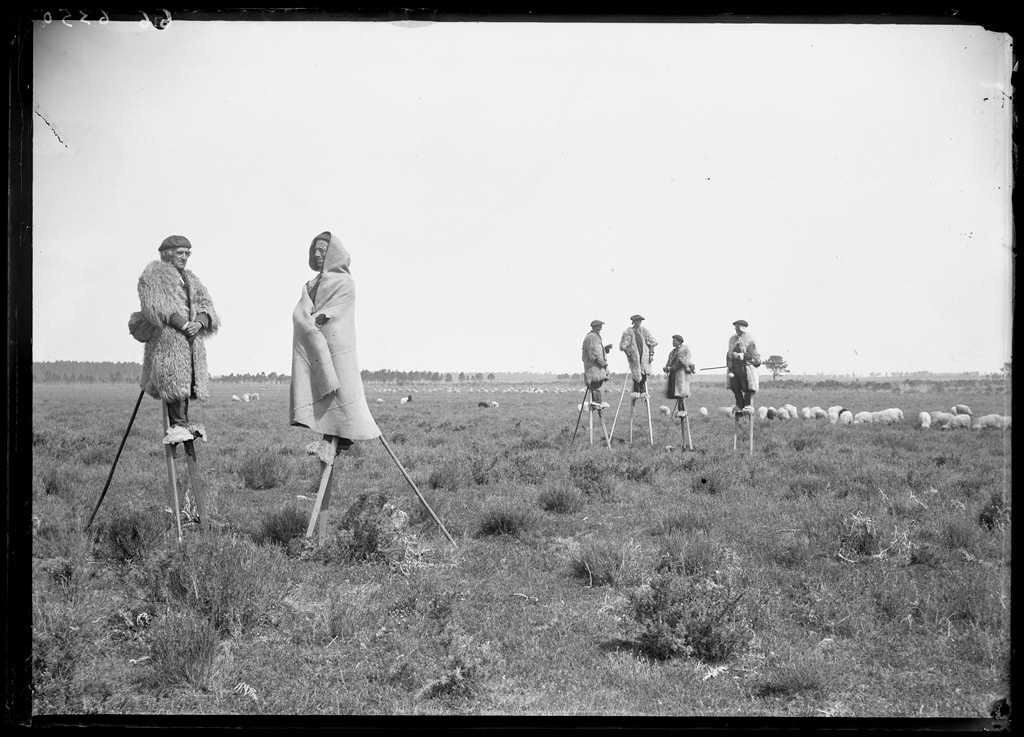
Bergers échassiers.
F. Arnaudin

Le travail de Felix Arnaudin en tant qu'ethnologue se reflète dans son œuvre photographique. À travers elle, il témoigne de l'histoire sociale et sociétale de son temps, dans les Landes. Dans la seconde moitié du XIXe siècle, le territoire des Landes est un territoire agricole qui repose sur l'élevage et les champs cultivés. Ce thème des travaux agricoles a été richement illustré par plusieurs séries de photographies de la part de l'artiste. Celles-ci ont été réalisées dans un rayon de 10 kilomètres autour de Labouheyre. Félix Arnaudin immortalisa le quotidien de la population, avec par exemple les moments de loisirs ou alors le travail dans les champs de céréales, véritable lieu de travail collectif illustrant la sociabilité des quartiers. Felix Arnaudin met en scène des hommes, des femmes et des enfants dans leur environnement pour recréer une activité ou une ambiance traditionnelle.

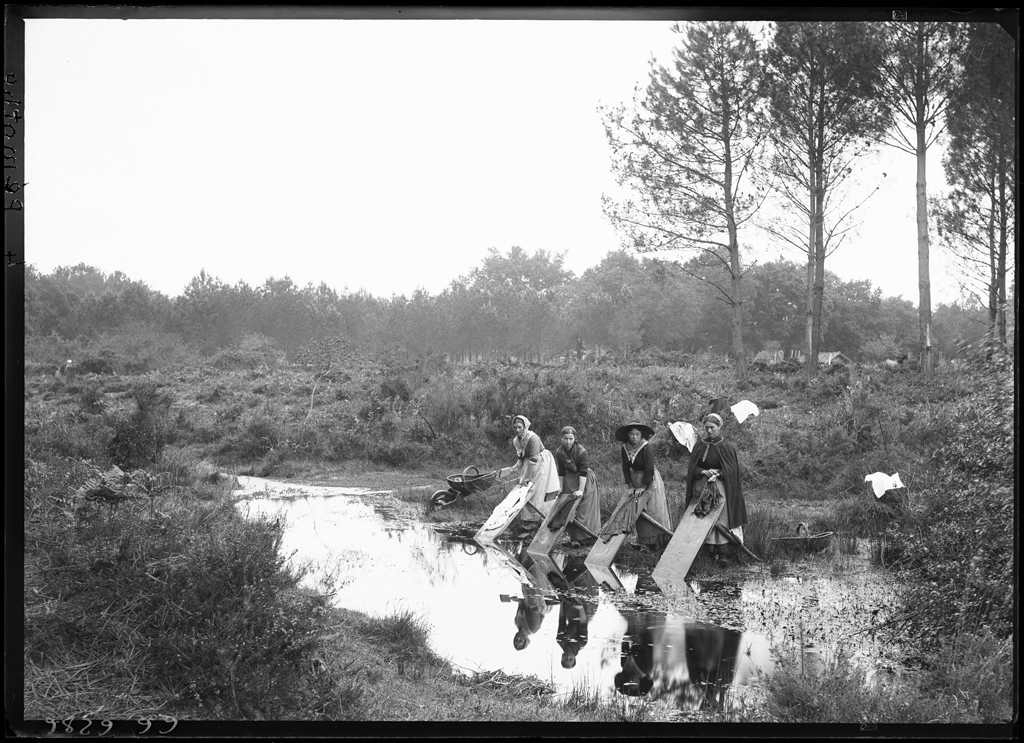
Lavandières.
F. Arnaudin

Les travaux des champs ne sont pas les seuls à faire l'objet de photographies. En effet, Arnaudin s'attache particulièrement au travail des femmes, avec notamment une importante série consacrée à la lessive du linge, que ce soit au lavoir ou au bord d'un ruisseau. Il s'intéresse à la dimension sociale dans la production textile locale. Celle-ci permet à la population d'avoir du linge de maison. Les éléments de costumes viennent, quant à eux, de régions voisines ou plus éloignées par le biais de foires ou marchés. Le linge de maison est le principal signe de richesse de ces populations.

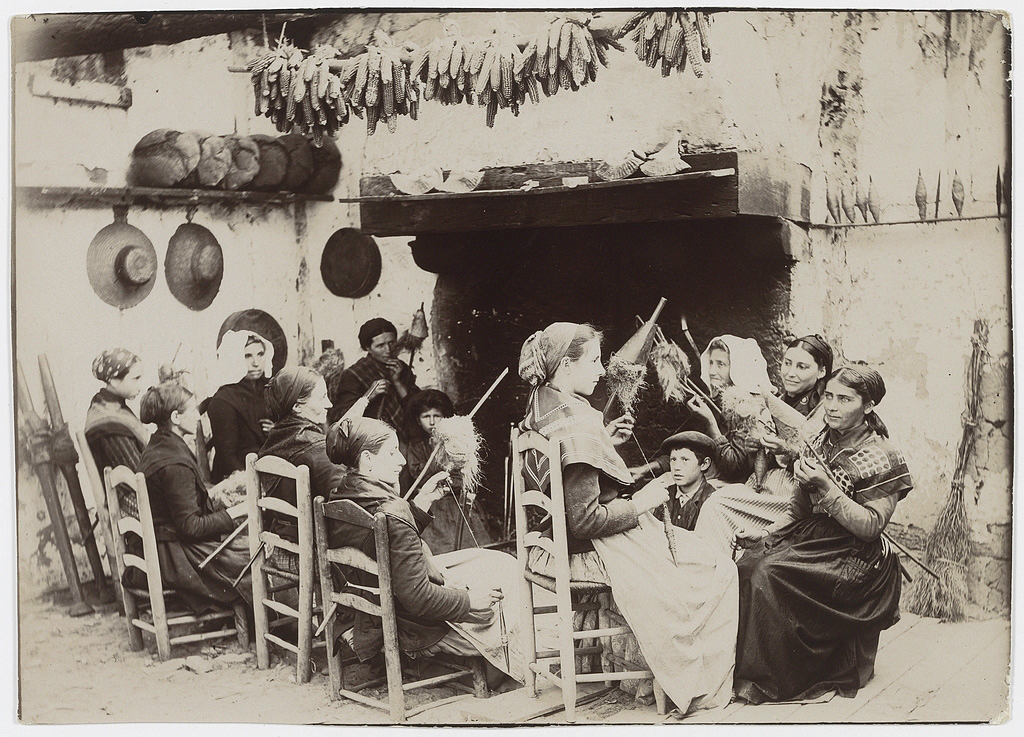
Fileuses.
F. Arnaudin

Toutefois, bien que l'artiste veuille témoigner d'une réalité sociale, celle-ci peut parfois s'avérer faussée. Les attitudes des personnages ne sont pas toujours naturelles ou spontanées, ils posent souvent pour le photographe, et ces poses sont étudiées préalablement. Il y a une mise en scène de la composition et des attitudes pour servir l'esthétisme du cliché. En outre, l'objectif d'Arnaudin est la recherche d'une harmonie comme le montre un cliché, intitulé Fileuses, pris le 13 avril 1893. Félix Arnaudin y met en scène une veillée où plusieurs femmes filent le chanvre ou le lin. Ce cliché est d'autant plus intéressant que pour la première fois dans son Œuvre, Arnaudin photographie en intérieur. Là aussi la scène manque de spontanéité, car le photographe a disposé divers objets pour recréer un intérieur réel, dans une maison délaissée et sans toit. Ces éléments se retrouvent également dans ses portraits.

#### Portraits

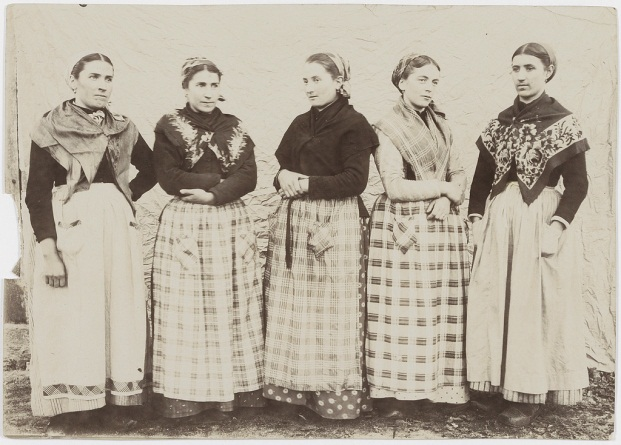
Groupe de cinq femmes.
F. Arnaudin

Les portraits forment une série majeure de l'œuvre photographique de Felix Arnaudin, comme peuvent en témoigner plus de deux mille négatifs sur verre conservés au musée d'Aquitaine. Arnaudin réalise des portraits individuels, des portraits de groupes et des portraits familiaux mêlant toutes les générations. Hommes, femmes et enfants posent debout ou assis, la plupart du temps en extérieur. Les habitants des landes qui posent pour le photographe sont aussi bien des personnes issues de la société paysanne parfois très pauvre que des personnes plus aisées telles que des notables de la bourgeoisie rurale. Avant d'être photographiée, chacune de ces personnes revêt des vêtements corrects traditionnels, voire ses habits du dimanche. En outre, Arnaudin produit des clichés sur sa famille et ses proches, notamment Marie, sa compagne, qu'il photographie parfois « en cheveux » montrant ainsi son intimité avec cette femme.

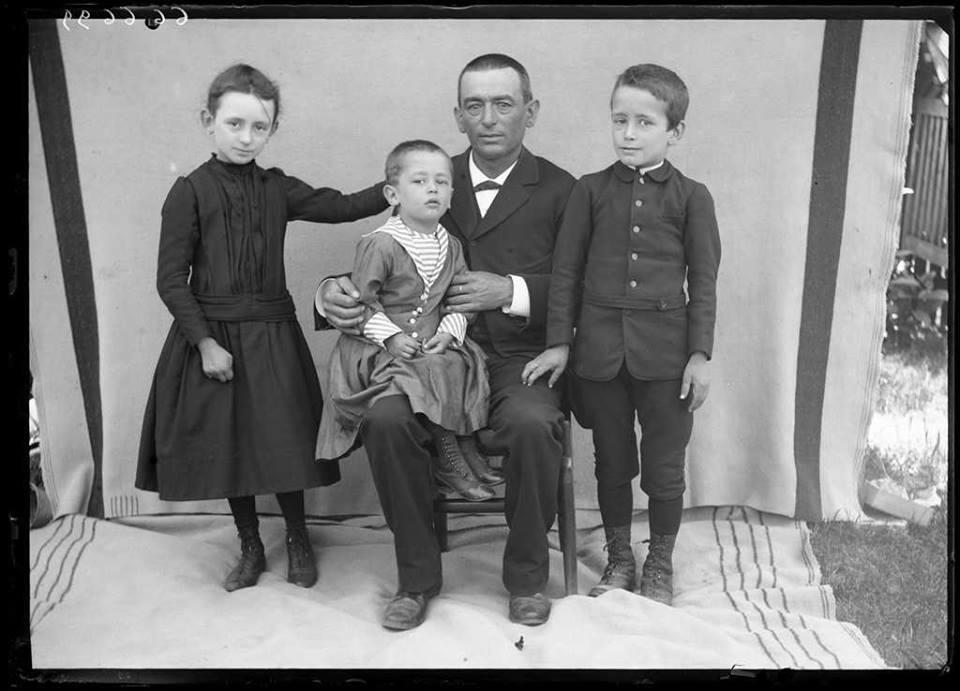
Portrait de famille.
F. Arnaudin

Dans tous ses portraits, il prête une grande attention au décor restant d'une grande sobriété. Les personnages sont souvent placés devant un drap blanc. Quelquefois un deuxième linge est étendu sur le sol. Certains habitants posent parfois dans un environnement plus identifiable, dans un jardin, devant le mur d'une maison ou devant une porte. Il s'agit de portraits authentiques bien que Felix Arnaudin, là encore, mette en scène ces personnages pour ne rien laisser au hasard. Dans ces portraits, agrémentés quelquefois d'accessoires (tels un parapluie, un jouet ou une chaise), les attitudes des habitants sont choisies par le photographe. Bien souvent, les habitants ne sont pas habitués à se faire photographier. Leurs expressions sont alors sérieuses même si certains esquissent parfois un sourire.
Enfin, Felix Arnaudin témoigne d'une certaine fascination pour la mort avec la réalisation de plusieurs clichés de personnes et de chiens de chasse décédés. Il photographie par exemple, une femme, un nouveau-né portant sa robe de baptême ou encore un suicidé allongé sur un matelas au sol. Ainsi, ces photographies, appelées « physionomies du passé », sont un témoignage d'un mode de vie exposant notamment les tenues vestimentaires et la vie en communauté.

### Pratiques photographiques
Félix Arnaudin a mené son œuvre photographique, dès l'âge de vingt ans et tout au long de sa vie, sur le territoire des Landes, territoire sur lequel il vit et sur lequel il décèdera. En réaction à l'industrialisation au cours du XIXe siècle et à la loi du 19 juin 1857 sur la plantation en pins des Landes de Gascogne, le photographe s'efforcera de capturer les paysages et les scènes de la vie rurale avant qu'elles n'évoluent, à sauvegarder ce qui tend à disparaître grâce aux moyens photographiques de son temps.

#### Technique photographique
Tout au long de sa vie, Félix Arnaudin teste différents procédés pour photographier avec plus de précisions ou de contrastes, les Landes et ses habitants. Il tient plusieurs carnets à jour dans lesquels il note le matériel qu'il achète, ses tests satisfaisants ou non, et les nombres de développements qu'il réalise. Ces carnets sont une mine d'informations considérables pour comprendre sa technique et plus globalement les produits photographiques en vogue à l'époque et leurs fabricants.
Les chambres et obturateurs
Dans les années 1870, lors d'un voyage à Paris, Félix Arnaudin se procure sa première chambre photographique. Il s'agit d'une chambre 9 × 12 cm de la maison Derogy. Il y achète également l'objectif Aplanat -appelé orthoscopique ou rectiligne- créé par Derogy lui-même en 1858. Cet objectif comporte deux doublets accolés de part et d'autre du diaphragme permettant un large champ et une atténuation de la distorsion. Il a donc l'avantage de combiner la « rectitude des lignes à une bonne luminosité, netteté des différents plans au brillant des images ». Félix Arnaudin acquiert en même temps vers 1873, un pied en bois, des châssis étanches à la lumière et du matériel nécessaire à la préparation des plaques.
Il teste ensuite différents appareils ; de mai 1890 à mars 1897, il utilise une chambre 13 × 8 cm de chez Derogy pour 205 négatifs dont 88 développés. En novembre 1891, il échange sa chambre 9 × 12 cm et l'objectif avec un négociant parisien, contre un obturateur Guerry. Il s'associe ensuite en mai 1896 à Paris, avec un ébéniste nommé Duchâtelier, pour la construction d'une chambre 13 × 18 cm en noyer verni avec trois châssis doubles à rideau. Félix Arnaudin s'essaye également à l'instantanée en août 1891 avec un obturateur Thornton-Pickard qu'il acquiert la même année. Ce procédé est plutôt avantageux car il réduit les vibrations au déclenchement grâce à l'utilisation d'une poire au bout d'un long tuyau de caoutchouc.
Le musée d'Aquitaine de Bordeaux conserve une chambre utilisée par Félix Arnaudin : un folding 13 × 18 cm.
Les plaques
Au début de sa carrière, Félix Arnaudin prépare lui-même ses plaques. Il utilise d'abord un procédé au collodion puis à partir de 1873, il utilise le procédé gélatino-bromure. Ce sont des procédés plutôt complexes qui nécessitent des connaissances en chimie. Félix Arnaudin n'a pas forcément reçu une formation complète sur l'utilisation de ces produits, mais il passe l'ensemble de sa vie à les tester jusqu'à l'arrivée sur le marché de la photographie en 1880, de plaques pré-préparées.
Ci-après : Liste des fournisseurs et des plaques utilisées par Félix Arnaudin, : 
| Fournisseurs                                                             | Type de plaque          | Marque                                           | Période                    |
| ------------------------------------------------------------------------ | ----------------------- | ------------------------------------------------ | -------------------------- |
| Attout (Paris)                                                           |                         |                                                  | De 1891 à 1921             |
| Bacard                                                                   | Plaque gélatino-bromure |                                                  | À partir de 1884           |
| Barnett and Sons (Angleterre)                                            | Plaque gélatino-bromure | Anti-halo                                        | De 1891 à 1921             |
| Barnett and Sons (Angleterre)                                            | Plaque gélatino-bromure | « Vertes moyennes »                              | De 1891 à 1921             |
| Barnett and Sons (Angleterre)                                            | Plaque gélatino-bromure | « Jaunes extra-rapides »                         | De 1891 à 1921             |
| Barnett and Sons (Angleterre)                                            | Plaque gélatino-bromure | « Cachet rouge ultra-rapide »                    | De 1891 à 1921             |
| Barnett and Sons (Angleterre)                                            | Plaque gélatino-bromure | Orthochromatiques                                | De 1891 à 1921             |
| Clayton (Paris)                                                          |                         |                                                  | De 1891 à 1921             |
| Dorval (22 rue Rambuteau, Paris)                                         | Plaque au collodion sec | « Étiquettes jaunes »                            | À partir de septembre 1881 |
| Dorval (22 rue Rambuteau, Paris)                                         | Plaque gélatino-bromure | « Étiquettes roses »                             | À partir de 1881           |
| Graffe et Jougla (fabriqué chez Félix Saint Clair, rue Barada, Bordeaux) | Plaques instantanées    |                                                  | août 1894                  |
| Grieskaber Frères et Cie                                                 |                         | « Ultra-rapides »                                |                            |
| Monckhoven                                                               | Plaque gélatino-bromure |                                                  |                            |
| Société Lumière                                                          | Plaque gélatino-bromure | « Étiquettes rouges » (émulsion lente)           | De 1891 à 1921             |
| Société Lumière                                                          | Plaque gélatino-bromure | émulsion orthochromatique                        | De 1891 à 1921             |
| Société Lumière                                                          | Plaque gélatino-bromure | « Étiquettes blanches »                          | De 1891 à 1921             |
| Société Lumière                                                          | Plaque gélatino-bromure | Simplex « Étiquettes grises » à action anti-halo | De 1891 à 1921             |
| Perron (Mâcon)                                                           |                         |                                                  | De 1891 à 1921             |

Les papiers
Félix Arnaudin utilise plusieurs types de papier qu'il sensibilise lui-même. Il se procure d'abord chez Derogy du papier salé, qui donne une couleur brun-jaunâtre au développement et du papier albuminé, qui suivant la composition du bain de virage, prend des tons allant de brun-roux à violet. Le second a l'avantage sur le premier de rendre le développement plus détaillé et plus satiné.
À partir de 1880, il utilise des papiers aristotypes à la celluloïde avec la technique du collodion, et des papiers au nitrate avec la technique à la gélatine. Avec le premier type il obtient plutôt des teintes brun-roux tandis qu'à la gélatine, ce sera des tons de bruns à noir selon la nature du virage. Félix Arnaudin se fournit en papier chez la société Lumière où le papier aristotype à la gélatine est appelé Aristo tandis que chez Eastman Kodak, on l'appelle Actinos. Les papiers aristotypes sont sans doute les papiers favoris de Félix Arnaudin puisqu'il les utilise pendant près de 30 ans. Ils permettent notamment un rendu brillant avec des blancs très purs.

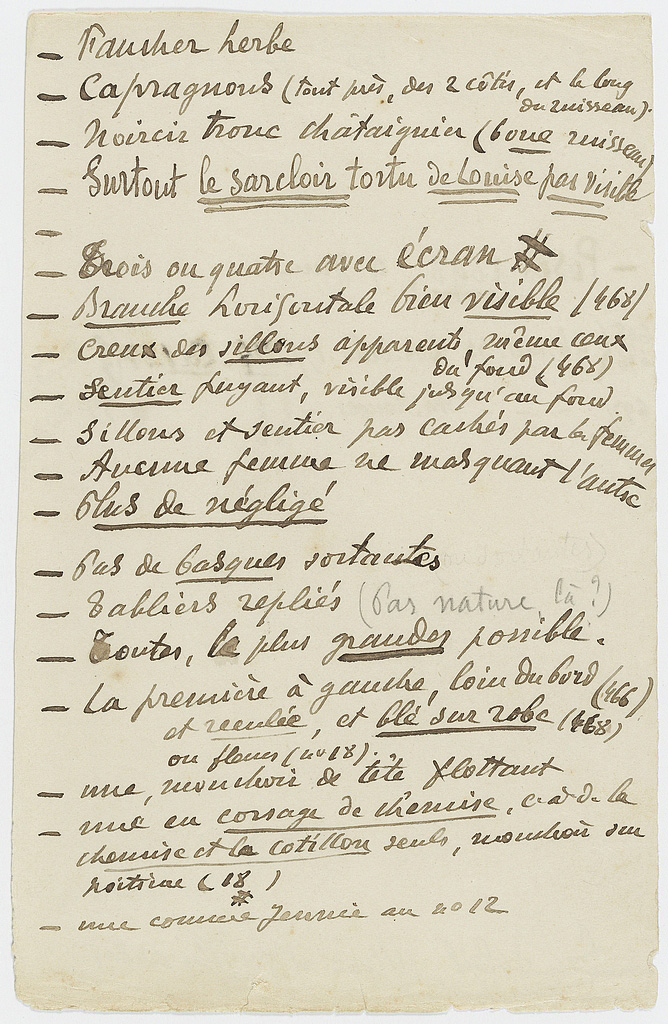
Note préparatoire manuscrite concernant Les Sarcleuses. Félix Arnaudin, entre 1897 et 1898, sur papier.

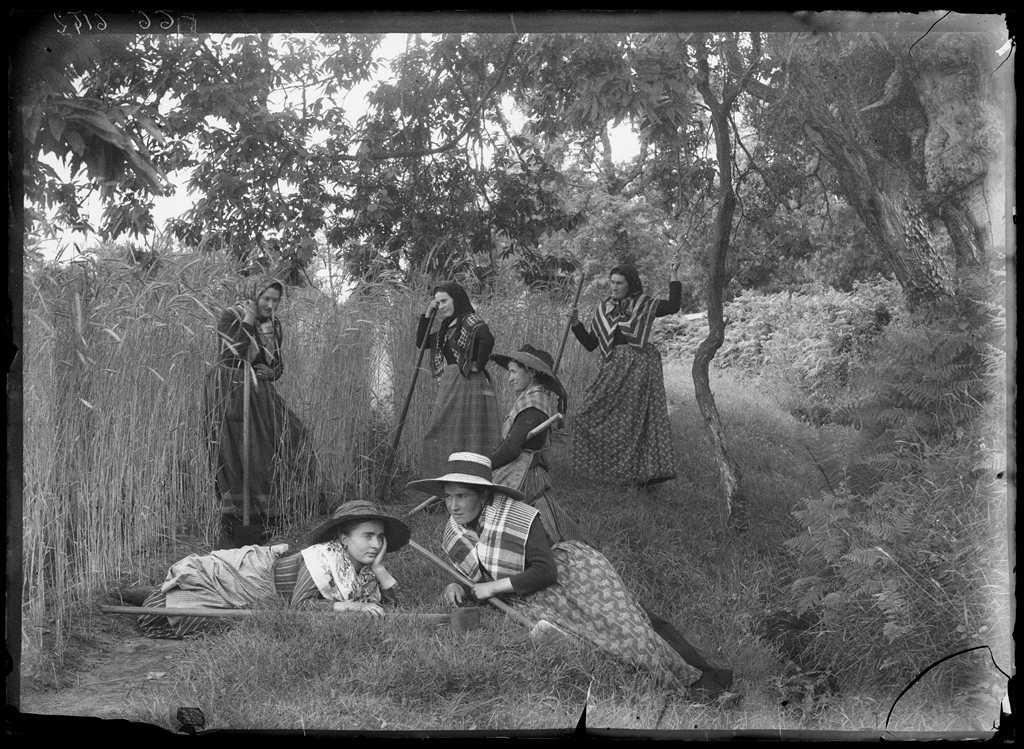
Les Sarcleuses à Lüe Grué.F. Arnaudin, 10 juin 1894, gélatine argentique sur plaque de verre

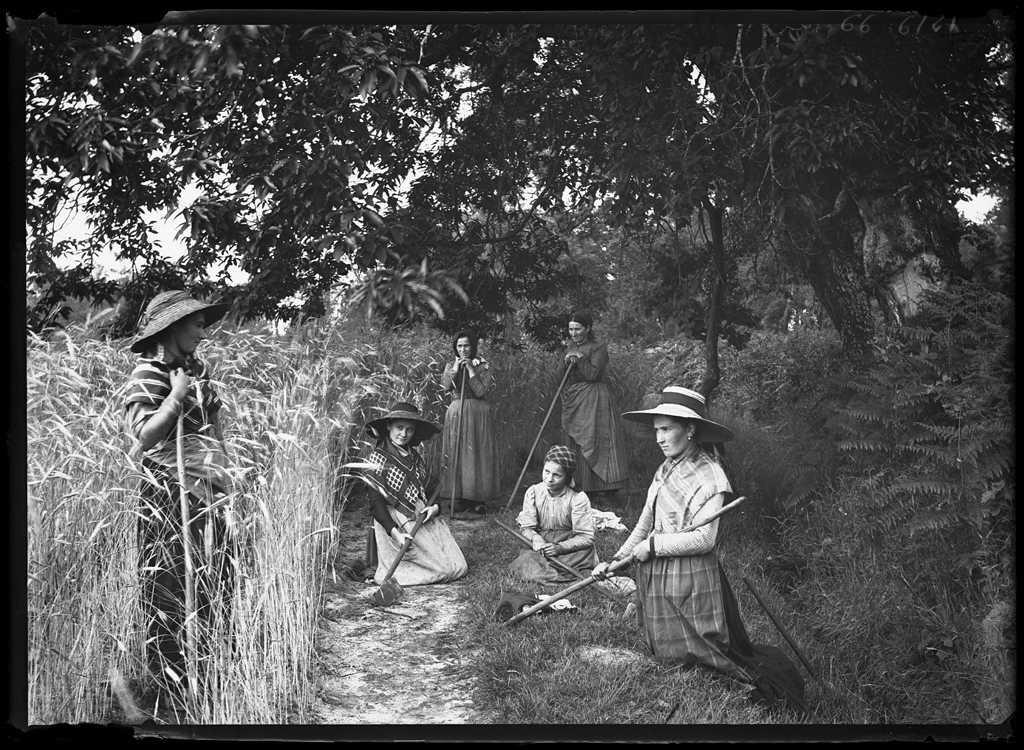
Les Sarcleuses à Lüe Grué.F. Arnaudin, 7 juin 1895, gélatine argentique sur plaque de verre.

La mise en scène et le travail sériel
La technique artistique de Félix Arnaudin se veut être celle d'un perfectionniste : en effet, le photographe veut atteindre un idéal de ce qu'il imagine être les Landes et la vie quotidienne de cette région. C'est pourquoi il reproduit plusieurs fois la même scène avec, dans la mesure du possible, les mêmes modèles, dans différents espaces des Landes pour un même thème, ayant ainsi une conduite sérielle. Un exemple de série est celle intitulée Les Sarcleuses qui représente les femmes avec leurs outils de sarclage dans un espace boisé à proximité d'un champ. Le travail pour cette série représente un ensemble de quarante-neuf clichés sur deux lieux (Gaillard et Grué) dans une période de cinq ans.
Dans ses photographies, Félix Arnaudin effectue un travail de mise en scène dans l'idée de produire une photographie au plus proche de sa réalité, au point d'introduire ses propres objets domestiques dans ses clichés. Pour cela, il produit un véritable travail préparatoire avec des notes détaillées qui lui serviront à indiquer les positions aux différents figurants, rémunérés à cette occasion. Félix Arnaudin poursuit une réflexion artistique par la mise en scène et le choix des lieux et des personnages. Cela se constate notamment dans la série Les Fileuses à Maroutine : les photographies de cette série ont été prises dans une vieille ferme sans toit, ce qui est un choix esthétique pour faire entrer la lumière dans la pièce.
Le cadrage

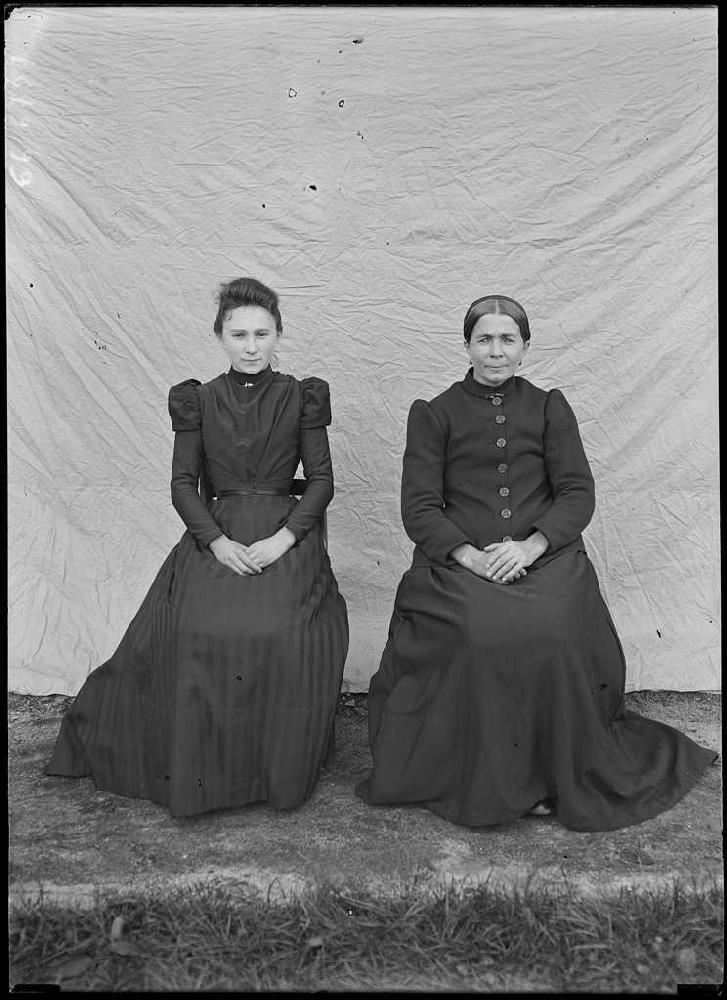
Ninotte Boyer et sa fille.F. Arnaudin, 04 décembre 1898, gélatine argentique sur plaque de verre.

Dans le processus artistique, Félix Arnaudin travaille sur les portraits des familles landaises. Il met en place une manière de photographier ces individus en les plaçant devant un fond neutre et blanc : un mur chaulé ou un drap blanc. Ce dispositif, fréquent, met en avant les individus, leur attitude et rend le cliché plus net. Le photographe dispose le fond blanc de manière à laisser la partie inférieure visible mais il arrive que les individus soient totalement encadrés par ce fond ce qui donne un effet de flottement. Les modèles, disposés de manière très statique, peuvent être assis ou debout et sont généralement photographiés de face, le regard fixé sur l'objectif de l'appareil. La pose immobile, renforcée par le fond blanc, n'empêche pas la visibilité des liens sociaux qui existent lorsqu'il s'agit de familles. Chaque personne, en fonction de son statut familial, prend une position adaptée choisie par l'artiste. Dans le cas de femmes, comme le montre la photographie de Ninotte Boyer et sa fille, les femmes restent assises chacune sur les chaises.
Félix Arnaudin se démarque tout particulièrement des autres artistes dans son traitement de la prise de vue de paysages : il consacre une grande partie de son travail photographique à l'espace landais. Les photographies du paysage landais se divisent en deux parties presque égales entre le ciel et la terre. Entre ces deux lignes distinctes, s'établit une fine bande qui correspond aux forêts de pins typiques du paysage landais de l'époque. Pour arriver à ce partage égal, Félix Arnaudin a tracé un trait médian sur la surface du verre dépoli de sa chambre, ce qui permet de renforcer la ligne d'horizon et de la mettre en évidence. Si certains éléments, comme des maisons ou des bergers, sont insérés dans l'espace photographique, ceux-ci servent à ouvrir sur le paysage landais sans pour autant l'occulter. Cette ligne centrale ouvre vers l'arrière-plan et donne une profondeur de champ à la photographie. Félix Arnaudin élabore, grâce à plusieurs vues du paysage de La Mouleyre, un panorama en juxtaposant les différents clichés : ce montage développe l'impression de profondeur de champ avec la vision qui se perd dans le paysage landais.

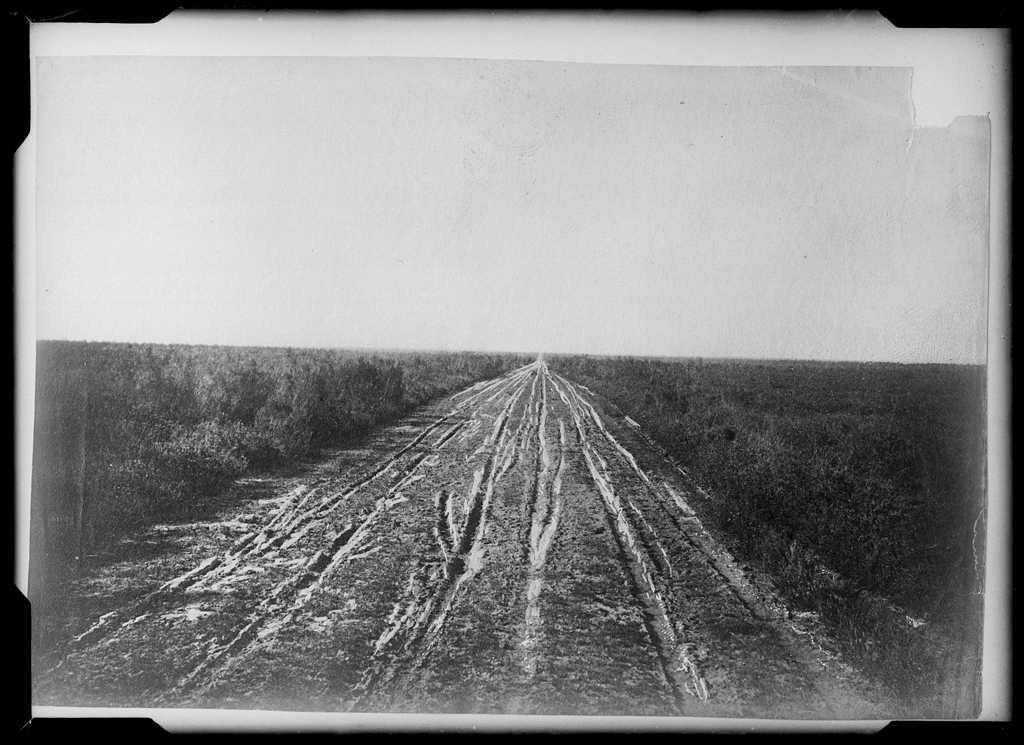
Route d'Escourssole à Labouheyre.F. Arnaudin, 28 septembre 1880, gélatine argentique sur plaque de verre.

## Œuvre littéraire
Une liste complète de la bibliographie de Félix Arnaudin est publiée par Garaé Ethnopole.
- [Arnaudin 1874] Félix Arnaudin, « Une branche des Pic de la Mirandole dans les Landes », Revue de Gascogne, vol. XIV,‎ 1874, p. 259-267 (lire en ligne [sur gallica]).
- [Arnaudin 1887] Félix Arnaudin, Contes populaires recueillis dans la Grande-Lande, le Born, les Petites-Landes et le Marensin, Paris, E. Lechevallier et Bordeaux, Vve Moquet, 1887, 312 p., sur gallica (lire en ligne).
- [Arnaudin 1891] Félix Arnaudin, « Quelques usages de la semaine sainte dans les Landes », Revue des traditions populaires,‎ 15 juin 1891, p. 330-332 (lire en ligne [sur gallica]).
- [Arnaudin 1899] Félix Arnaudin, « Le meurtre de Pic de Blais de la Mirandole », Revue des traditions populaires,‎ mai 1899, p. 278-279 (lire en ligne [sur gallica]).
- [Arnaudin 1902] Félix Arnaudin, « II. Un mot attardé sur Bouha prou bouha », Annales du Midi, t. 14, no 56,‎ 1902, p. 539-541 (lire en ligne [sur persee]).
- [Arnaudin 1902] Félix Arnaudin, « Un mot sur Labouheyre à propos d'une publication récente », Bulletin de la Société de Borda,‎ 1902, p. XXV-XXVII (lire en ligne [sur gallica]).
- [Arnaudin 1912] Félix Arnaudin, Chants populaires de la Grande-Lande et des régions voisines, recueillis par Félix Arnaudin. Musique, texte patois et traduction française, t. 1 (Œuvres complètes III), Paris / Bordeaux / Labouheyre, impr. H. Champion / Féret / Paul Lambert, 1912 (réimpr. 1995, éd. Confluences / Parc Naturel Régional des Landes de Gascogne), 521 p., sur babordnum.fr (lire en ligne).
- [Arnaudin 1926 (posth.)] Félix Arnaudin, Choses de l'ancienne Grande-Lande (première série), 1926, 109 p., sur gallica (lire en ligne).
- [Arnaudin 1926 (posth.)] Choses de l'ancienne Grande-Lande : La Baronnie de Labouheyre  (préf. Élie Menaut) (deuxième série), Labouheyre, impr. Lambert, 1926, 182 p..
- Bulletin de la Société de Borda

Rééditions
- [Lalanne 2007] François Lalanne, Œuvres complètes de Félix Arnaudin (9 volumes), Mont-de-Marsan / Bordeaux, Parc Naturel Régional des Landes de Gascogne / éditions Confluences, 1994-2007, 447 p. (ISBN 978-2-914240-91-8).
- Contes des Landes, sélection de Françoise Morvan, présentation de Guy Latry, Rennes, Éditions Ouest-France, 2011  (ISBN 978-2-7373-5251-5)

## La reconnaissance anthume
- En 1887, Félix Arnaudin devient membre de la Société de Borda[35]
- En 1890, Félix Arnaudin reçoit la médaille d'argent[36] du concours « Langue gasconne » de la Fondation de La Grange, une des fondations de l'académie nationale des sciences de Bordeaux[37] pour son ouvrage « Contes populaires recueillis dans la Grande-Lande, le Born, les Petites-Landes et le Marensin[6] ». Cette décision de la Fondation de La Grange est prise à la suite du rapport de l'abbé Arnaud Ferrand, qui attribue la médaille d'or à Edouard Bourciez pour son Étude sur le dialecte gascon parlé à Bordeaux vers 1400 d'après le Livre des Bouillons, les registres de la Jurade et les chartes de l'époque[38],[39].
- Le 30 septembre 1902, il reçoit la médaille en vermeil des jeux floraux de l'Escole Gastou-Fébus[40].

## La consécration posthume

### Consécration historiographique
En 1979, l'ensemble des documents manuscrits de Félix Arnaudin sont cédés par ses héritiers au Parc naturel régional des Landes de Gascogne. Aujourd'hui, ce folkloriste et son travail sont à nouveau accessibles, grâce à la publication de ses Œuvres Complètes (gascon/français) en 9 volumes entrepris sous la responsabilité du Conseil Scientifique du Parc naturel régional des Landes de Gascogne.

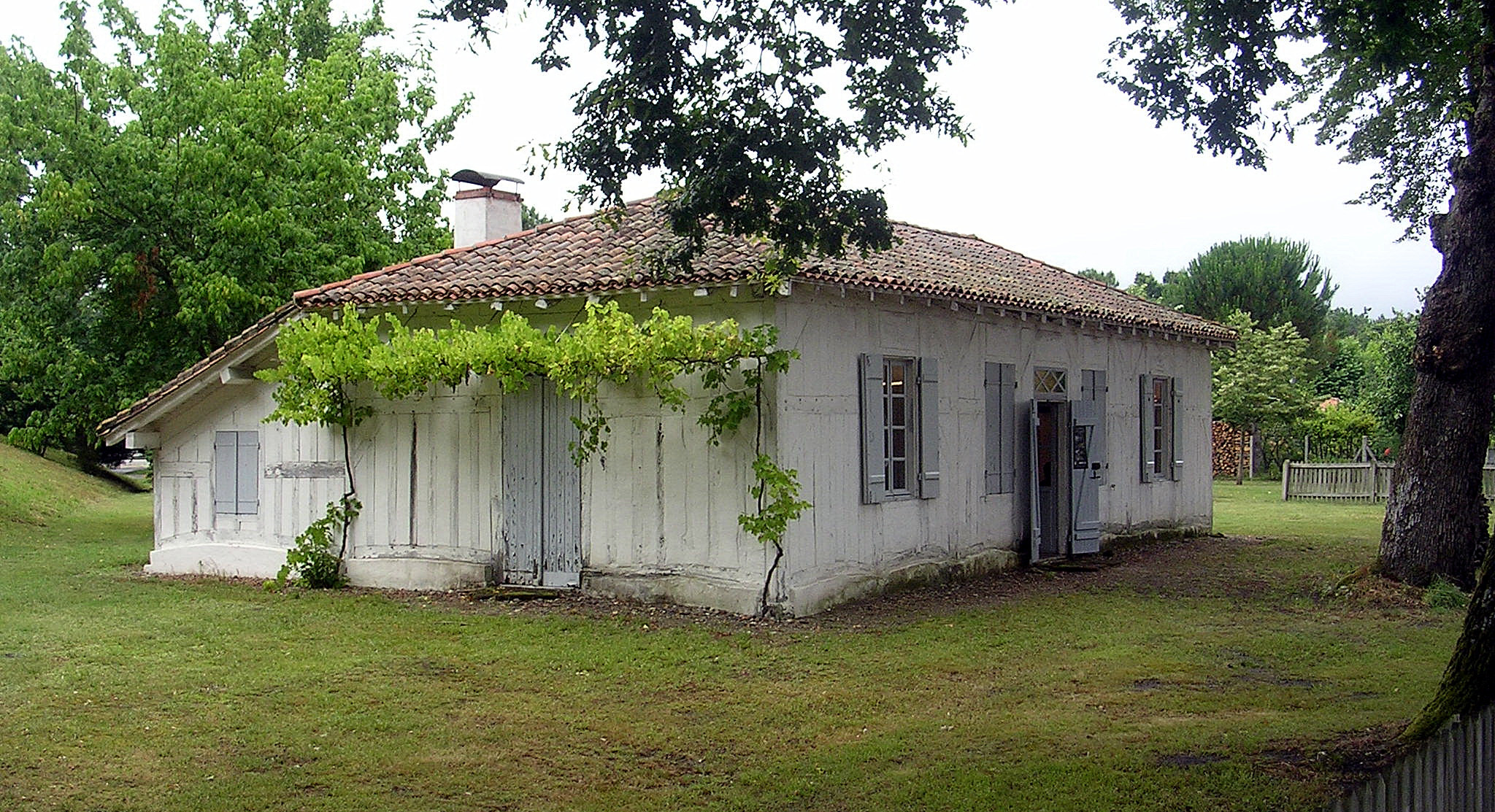
Maison dans laquelle mourut Félix Arnaudin, à Labouheyre

« Vous déciderez-vous donc, une bonne fois, à publier quelque chose ? Ou bien faut-il qu'on se résigne à n'avoir de vous que des œuvres posthumes ? », dit M. Fabres à Félix Arnaudin le 8 juin 1902
Des citations de Félix Arnaudin sont disponibles sur WikiQuote

## Félix Arnaudin au musée d'Aquitaine

### L'entrée du fonds Arnaudin au musée d'Aquitaine

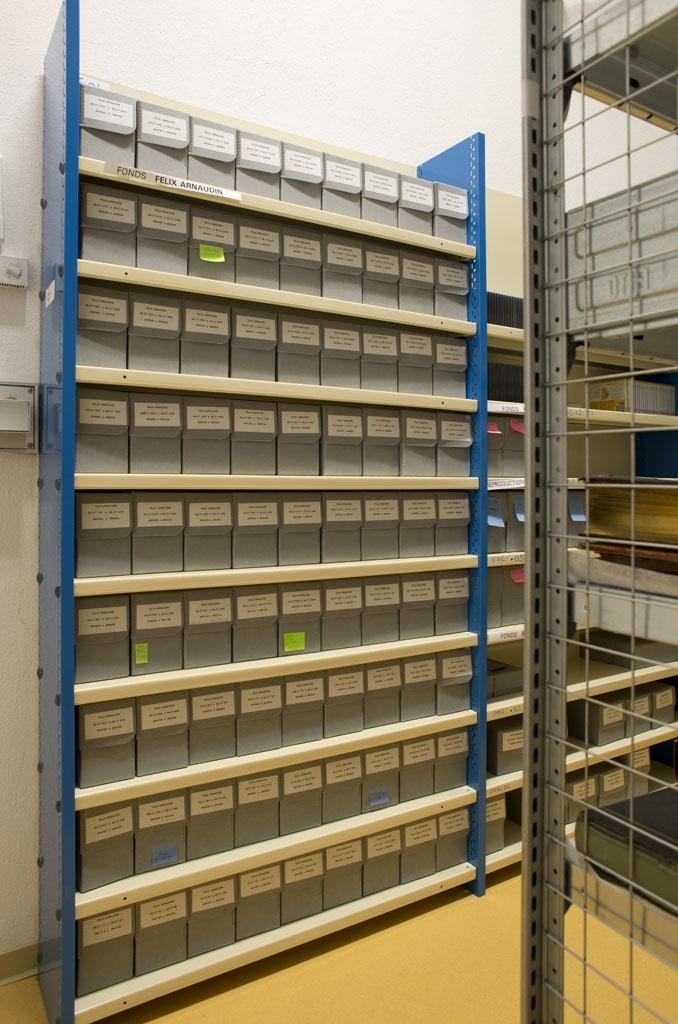
Le fonds photographique Félix Arnaudin, musée d'Aquitaine.

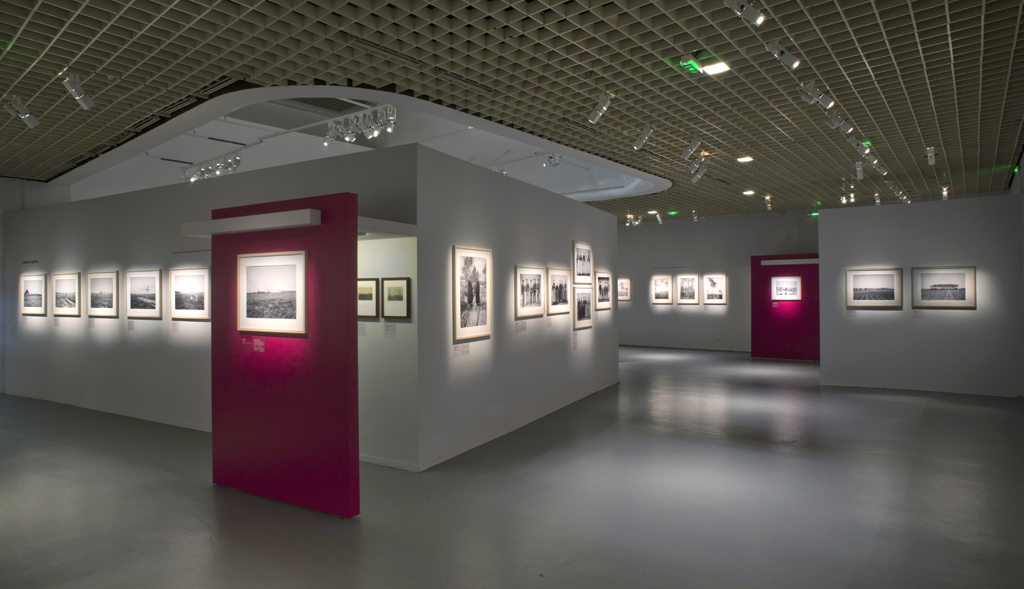
Salle principale de l'exposition « Félix Arnaudin, le guetteur mélancolique ». Musée d'Aquitaine,
14 avril-31 octobre 2015.

Le fonds Félix Arnaudin est réparti en trois lieux : le parc naturel régional des Landes de Gascogne, les Archives départementales des Landes et le musée d'Aquitaine. Ce dernier est le propriétaire de la quasi-totalité du fonds photographique avec 3 226 négatifs sur plaque de verre, 2 143 épreuves originales sur papier et 328 archives manuscrites.

#### Hommage à Félix Arnaudin en Haute Lande

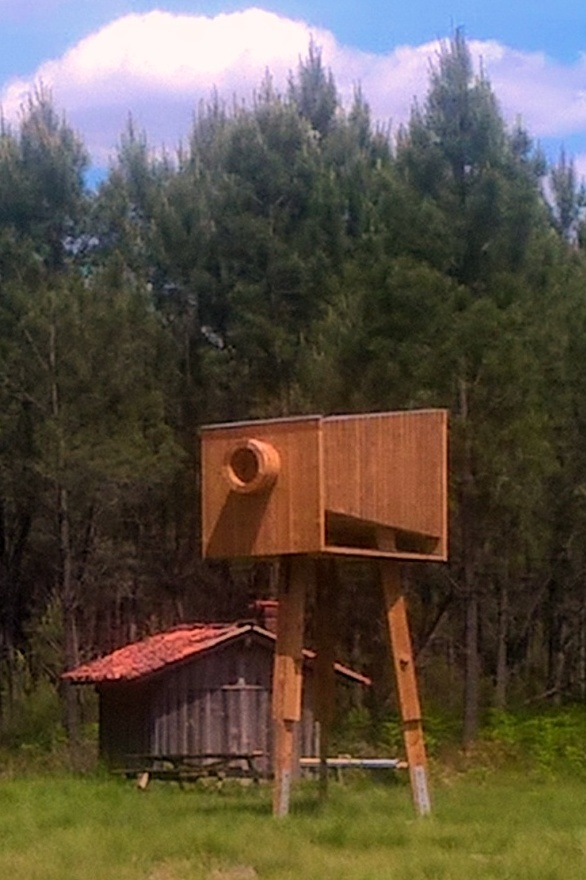
La Caméra d'Arnaudin de Jean Jacques Moreaux sur la lande de Baillon à Vert (40420), près d'une cabane de résinier restaurée par la municipalité

Le 1er juillet 2017, en présence de monsieur Richard Gonzales, descendant de Félix Arnaudin, est inaugurée une œuvre monumentale érigée dans la lande de Baillon à Vert en hommage à Félix Arnaudin. Imaginée par Jean-Jacques Moreaux, artiste autodidacte de Labrit, elle a été réalisée par l'entreprise de charpentes Emmanuel Dupin de Labrit. Cette érection fut rendue possible grâce à la participation de la Communauté des Communes Cœur Haute Lande, du Parc Naturel Régional des Landes de Gascogne, de la Municipalité de Vert, de l'entreprise Dupin. Elle fut réalisée sous l'égide de l'association des Écarteurs-e, créée spécialement pour cette réalisation.

## Pour approfondir

#### Sources primaires
- [Daugé 1922] Césaire Daugé (Abbé), « Félix Arnaudin, 1844-1921 », Bulletin de la Société de Borda,‎ 1922, p. 1-5 (lire en ligne).
- [Degert 1922] Antoine Degert, « Félix Arnaudin, 1844-1921 », Bulletin de la Société de Borda,‎ 1922, p. 1-5 (lire en ligne).
- [Cabannes 1934] Gabriel Cabannes, Galerie des landais, t. 3, Hossegor, Chabas, 1934, 456 p. (lire en ligne), p. 19-23
- [Cabannes 1945] Gabriel Cabannes, Galerie des landais, t. 7, Mont-de-Marsan, Chabas, 1945, 348 p. (lire en ligne), p. 217-223
- [Large 2019] Marc Large, La folle histoire de Félix Arnaudin (roman), éds. Passiflore, 2019 (présentation en ligne).

#### Sources secondaires centrées
- [Moniot 1991] François Moniot, Félix Arnaudin (1844-1921), 40 ans d'images à travers la Grande-Lande, habitat et architecture rurale de la Grande-Lande, Bordeaux, Musée d'Aquitaine, 1991, 287 p.
- [Sargos et al. 1993] Jacques Sargos, Bernard Manciet, Pierre Bardou, Guy Latry, François Moniot et Jean Cabanot, Félix Arnaudin, imagier de la Grande Lande, Périgueux, Co-édition : Centre Régional des Lettres d’Aquitaine, l’Horizon Chimérique, Ultreïa, Parc Naturel Régional des Landes de Gascogne, 1993, 157 p. (ISBN 2-907202-47-2).
- [Lalanne 2007] François Lalanne, Œuvres complètes, Index Général, Félix Arnaudin, Beerse, Confluences, 2007, 447 p. (ISBN 978-2-914-24091-8).
- [Le Fur 2008] Jean-Joël Le Fur, Sur les traces de Félix Arnaudin ou Les métamorphoses des Landes, Montauban, Centre départemental du patrimoine et Éditions Confluences, 2008, 142 p. (ISBN 978-2-35527-004-8).
- [Bardou et al. 2015] Pierre Bardou, Guy Latry, François Moniot, Michel Poirert, Eric Audinet, Geneviève Dupuis-Sabron, François Hubert, François Lalanne et Catherine Vigneron, Félix Arnaudin, Œuvre photographique : 1874-1921 (édité à l'occasion de l'exposition « Félix Arnaudin Le guetteur mélancolique », Bordeaux, musée d'Aquitaine, 15 avril-31 octobre 2015), Mérignac, éds. Confluences, avril 2015, 347 p. (ISBN 978-2-35527-169-4), p. 200-242.
- [Doutreleau 2016] Vanessa Doutreleau et Catherine Vigneron (dir.), Félix Arnaudin : le guetteur mélancolique, Sabres, Écomusée de Marquèze et Kilika éditions, 2016, 119 p. (ISBN 979-10-94405-08-6, OCLC 196108195).
- [Pooley 2019] (en) William G. Pooley, Body and tradition in nineteenth-century France : Félix Arnaudin and the moorlands of Gascony, 1870-1914, Oxford, Oxford University Press, coll. « The "Past & present" book series », 2019, 195 p., sur books.google.com (ISBN 978-0-19-884750-2, OCLC 1134659354, lire en ligne).
- [Arnaudin (R.G.), Large & Tucoo-Chala 2020] Richard Gonzalez Arnaudin, Marc Large et Jean Tucoo-Chala, Félix Arnaudin : 100 ans après, Dax/24-Périgueux, éds. Passiflore, 6 octobre 2020, 136 p. (ISBN 978-2-37946-032-6).

#### Autres sources secondaires
- [Traimond 1986] Bernard Traimond, « Le voyage dans les Landes de Gascogne ou la traversée du Sahara français », Études rurales, vol. 103, no 1 « Droit et paysans (dir. Louis Assier-Andrieu) »,‎ 1986, p. 221–234 (DOI 10.3406/rural.1986.3164, lire en ligne).
- [Charbonneau & Robert 2001] Normand Charbonneau et Mario Robert, La gestion des archives photographiques, Sainte-Foy, Presses de l'Université du Québec, 2001, 306 p. (ISBN 2-7605-1068-9).